# Ernest King
Ernest Joseph King (23 de novembre de 1878 - 25 de juny de 1956) va ser un Almirall de la Flota de la Marina dels Estats Units que va servir com a Comandant en Cap de la Flota dels Estats Units (COMINCH) i Cap d'Operacions Navals (CNO) durant la Segona Guerra Mundial. Franklin Delano Roosevelt va nomenar King per comandar l'estratègia global americana durant la Segona Guerra Mundial i va ocupar el comandament naval suprem en la seva doble capacitat sense precedents com a COMINCH i CNO. Va ser el segon oficial més alt de la Marina dels Estats Units a la Segona Guerra Mundial després de l'almirall de flota William D. Leahy, que va servir com a Cap d'Estat Major del Comandant en Cap. King va comandar les operacions, la planificació i l'administració de la Marina dels Estats Units i va ser membre de l'Estat Major Conjunt i l'Estat Major Combinat.
King es va graduar en quarta posició a l'Acadèmia Naval dels Estats Units el 1901. Va rebre el seu primer comandament el 1914, del destructor USS Terry durant l'ocupació de Veracruz. Durant la Primera Guerra Mundial, va servir a l'estat major del vicealmirall Henry T. Mayo, el comandant en cap de la Flota Atlàntica. Després de la guerra, King va ser el cap de l'Escola Naval de Postgrau i va comandar divisions de submarins . Va dirigir el rescat del submarí USS S-51, guanyant la primera de les seves tres Medalles del Servei Distingit a la Marina, i més tard la de l'USS S-4. Es va qualificar com a aviador naval el 1927 i va ser capità del portaavions USS Lexington. Després va servir com a cap de l'Oficina d'Aeronàutica. Després d'un període a la Junta General de la Marina, va esdevenir comandant en cap de la Flota Atlàntica el febrer de 1941.
Poc després de l'atac japonès a Pearl Harbor, King va ser nomenat COMINCH, i el març de 1942 va succeir l'almirall Harold R. Stark com a CNO, ocupant aquests dos càrrecs sota l'Ordre Executiva de temps de guerra. També va establir les organitzacions de la "flota numerada" sota la seva autoritat directa, per incloure els seus comandaments personals de la Primera Flota en els esforços ofensius submarins globals i, a l'inrevés, la Desena Flota per als esforços antisubmarins globals. A través de les seves notables autoritats com a COMINCH i CNO, tots els comandants subordinats van actuar sota la influència directa de King. King va apoderar personalment el Quarter General de la COMINCH per executar operacions tàctiques globals, com ara la campanya contra els submarins. Va tenir una autoritat primordial en representar la Marina dels Estats Units durant les conferències aliades de nivell superior de la Segona Guerra Mundial . Als Caps Combinats, King va defensar els mitjans per aconseguir una victòria ràpida a Europa Primer per tal d'executar l'estratègia de reconstrucció final per a l'estabilització global mitjançant l'ofensiva marítima de la Guerra del Pacífic central a Àsia. Mai preocupat per les operacions terrestres, King va destacar com la veu primordial en l'avanç de la visió naval de l'estratègia global.

## Biografia
Ernest Joseph King va néixer a Lorain, Ohio, el 23 de novembre de 1878, el segon fill de James Clydesdale King, un immigrant escocès de Bridge of Weir, Renfrewshire, i la seva dona Elizabeth (Bessie) , de soltera Keam, una immigrant de Plymouth, Anglaterra. El seu pare va treballar inicialment com a constructor de ponts, però es va traslladar a Lorain, on va treballar en un taller de reparació de ferrocarrils. Tenia un germà gran que va morir de petit, dos germans menors i dues germanes menors: Maude (que va morir als set anys), Mildred, Norman i Percy.
La família es va traslladar a Uhrichsville, Ohio , quan el seu pare va acceptar una feina als tallers del Ferrocarril de Pennsilvània, però va tornar a Lorain un any després. Quan King tenia onze anys, la família es va traslladar a Cleveland, on el seu pare era capatàs als tallers del ferrocarril de la Vall, i King es va educar a l'escola Fowler. Va decidir anar a treballar en lloc de l'institut, i va acceptar una feina en una empresa que fabricava màquines de composició tipogràfica. Quan va tancar, va anar a treballar per al seu pare. Al cap d'un any, la família va tornar a Lorain, i King va entrar a l'institut Lorain. Es va graduar com a alumne de la promoció de 1897; el seu discurs de graduació es va titular "Usos de l'adversitat". L'escola era petita; només hi havia tretze companys de classe en el seu curs.

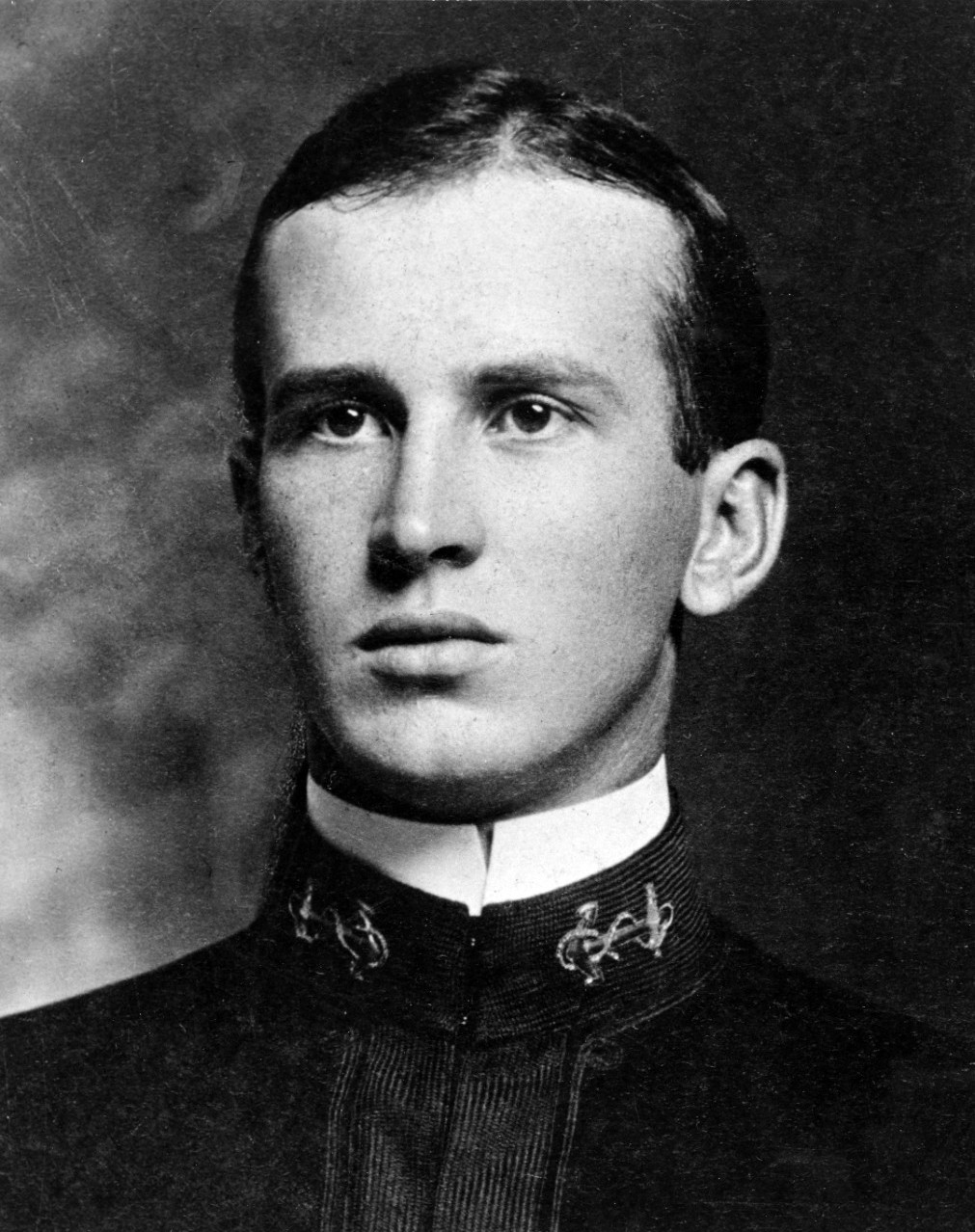
Com a cadet naval cap al 1901

King va aconseguir un nomenament a l'Acadèmia Naval dels Estats Units a Annapolis, Maryland, del seu congressista local, Winfield Scott Kerr, després d'aprovar els exàmens físics i escrits a Mansfield, Ohio, per davant de trenta altres sol·licitants. Va entrar a Annapolis com a cadet naval el 18 d'agost de 1897. Va adquirir el sobrenom de "Rey", la paraula castellana per a "rei".
Durant les vacances d'estiu, els cadets navals servien en vaixells per acostumar-los a la vida al mar. Mentre encara era a l'Acadèmia Naval, King va servir al creuer USS San Francisco durant la Guerra Hispano-Americana. Durant el seu últim any a l'acadèmia, va assolir el rang de tinent comandant cadet, el rang més alt de cadet naval en aquell moment. Es va graduar el juny de 1901, en quart lloc de la seva promoció de seixanta-set i va ser elegit per servir al capdavant de la brigada. En pensar en la política marítima americana, King sovint recordava la influència del discurs de graduació pronunciat pel vicepresident dels Estats Units, Theodore Roosevelt, qui va lliurar els diplomes.

### Vaixells de superfície

#### Creuer per l'Extrem Orient
Els graduats com King que van entrar a la Marina havien de servir durant dos anys al mar abans de ser nomenats alferes.  King va fer un curs breu de disseny i operació de torpedes a l'Estació Naval de Torpedes de Newport, Rhode Island. Després es va convertir en el navegador del vaixell d'estudi USS Eagle, que va dur a terme estudis de la badia de Cienfuegos a Cuba. Una lesió ocular va provocar el seu ingrés a l'Hospital Naval de Brooklyn. Quan es va recuperar, se li va ordenar que es presentés al cuirassat USS Illinois, que estava atracat a Brooklyn.  L'Illinois era el vaixell insígnia del contraalmirall Arent S. Crowninshield, i King va conèixer bé l'estat major de Crowninshield. King esperava trobar l'aventura, buscant ordres al creuer USS Cincinnati, que anava cap a la Flota Asiàtica.
King va ser ascendit a alferes el 7 de juny de 1903, després d'haver fet el seu examen mentre el Cincinnati era a Europa. El Cincinnati va passar diverses setmanes ancorat a la badia de Manila, on va dur a terme pràctiques de tir. El febrer de 1904 va navegar cap a Corea, on havia esclatat la guerra russojaponesa. Va romandre en aigües coreanes fins a l'octubre, quan va anar a la Xina. Va tornar a Manila per a més pràctiques de tir al febrer i març de 1905 abans de tornar a la Xina. El juny de 1906, va escortar els creuers russos Oleg, Aurora i Jemtxug, supervivents de la batalla de Tsushima, fins a la badia de Manila, on van ser internats.
Com a oficial subaltern, diversos capitans van aplaudir l'habilitat tècnica i el potencial futur de King. Tanmateix, va molestar molts superiors per ser arrogant, potser massa segur de si mateix i, certament, per no estar interessat en encaixar amb la cultura de guàrdia imperant de l'època. A la Flota Asiàtica, King es va guanyar la reputació d'estar massa disposat a rondar pels bars associats amb mariners allistats. La seva reputació popular de buscar la companyia de dones s'origina amb les històries de les gestes de King durant els seus primers anys de carrera amb la Flota Asiàtica. Els episodis de beguda excessiva van portar a King a ser empresonat, i una actitud directa i arrogant que vorejava la insubordinació va provocar comentaris negatius als seus informes de salut. En un moment donat, va entrar en conflicte amb l'oficial executiu de Cincinnati, el comandant Hugh Rodman, cosa que va resultar en la nominació de King per a la seva destitució.
Quan King va sentir que els membres de la classe Annapolis de 1902 eren enviats a casa des de la Flota Asiàtica, va sol·licitar i obtenir una audiència amb el contraalmirall Charles J. Train. Train va acceptar que King tenia dret a tornar a casa i va organitzar que viatgés a l'antic vaixell hospital USS Solace, que va partir el 27 de juny.

#### Matrimoni i Annapolis

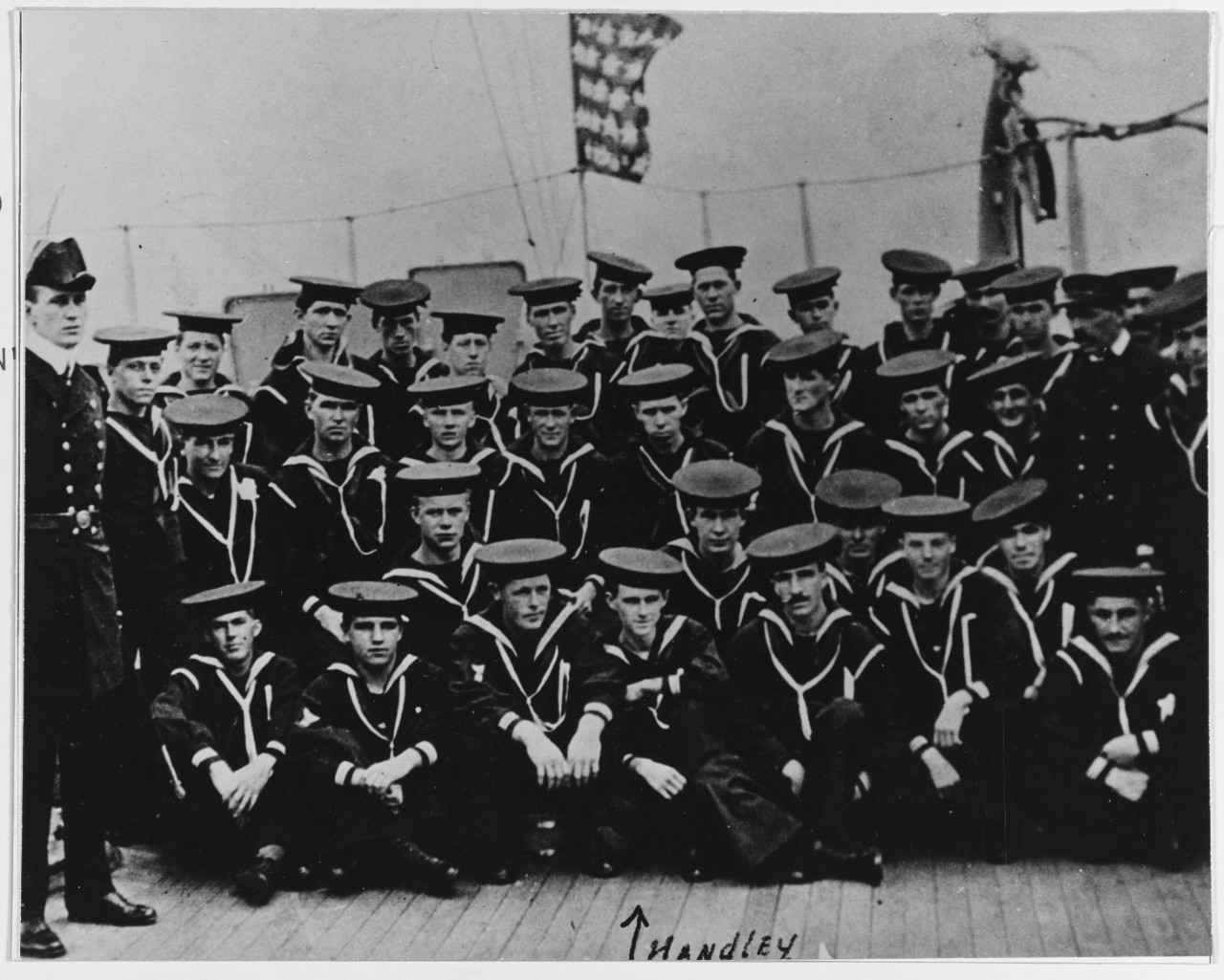
Retrat de grup fet a bord de l' a Chefoo Xina, cap al 1905. King és a l'esquerra.

En tornar als Estats Units, King es va reunir amb la seva promesa, Martha Rankin ("Mattie") Egerton, una membre de l'alta societat de Baltimore que havia conegut mentre era a l'Acadèmia Naval. Es van prometre el gener de 1903. Ella vivia a West Point, Nova York, amb la seva germana Florence, que s'havia casat amb un oficial de l'exèrcit, Walter D. Smith. King i Egerton es van casar en una cerimònia a la Capella dels Cadets de West Point el 10 d'octubre de 1905. Van tenir sis filles, Claire, Elizabeth, Florence, Martha, Eleanor i Mildred; i un fill, Ernest Joseph "Joe" King, Jr. Mattie va destacar com la que va facilitar l'ascens de King dins de les files, ja que presidia dins del monocultiu social entre el que la seva amiga, Anne Briscoe Pye, va descriure al manual The Navy Wife.
La següent destinació de King va ser com a oficial d'artilleria al cuirassat USS Alabama. King es va convertir en un crític de l'organització a bord, que havia canviat en gran manera des dels dies de la navegació a vela. Va publicar els seus pensaments a * Some Ideas About Organization on Board Ship* a les Actes de l'Institut Naval dels Estats Units, que va guanyar un premi al millor assaig el 1909. "L'escriptor s'adona plenament de la possible oposició", va escriure, "perquè si hi ha alguna cosa més característica de la marina que la seva capacitat de lluita, és la seva inèrcia al canvi, o el conservadorisme, o l'aferrament a coses que són velles perquè són velles." A més d'una medalla d'or, el premi consistia en 500 dòlars (equivalent a 17.000 dòlars el 2024) i una pertinença vitalicia a l'Institut Naval dels Estats Units.

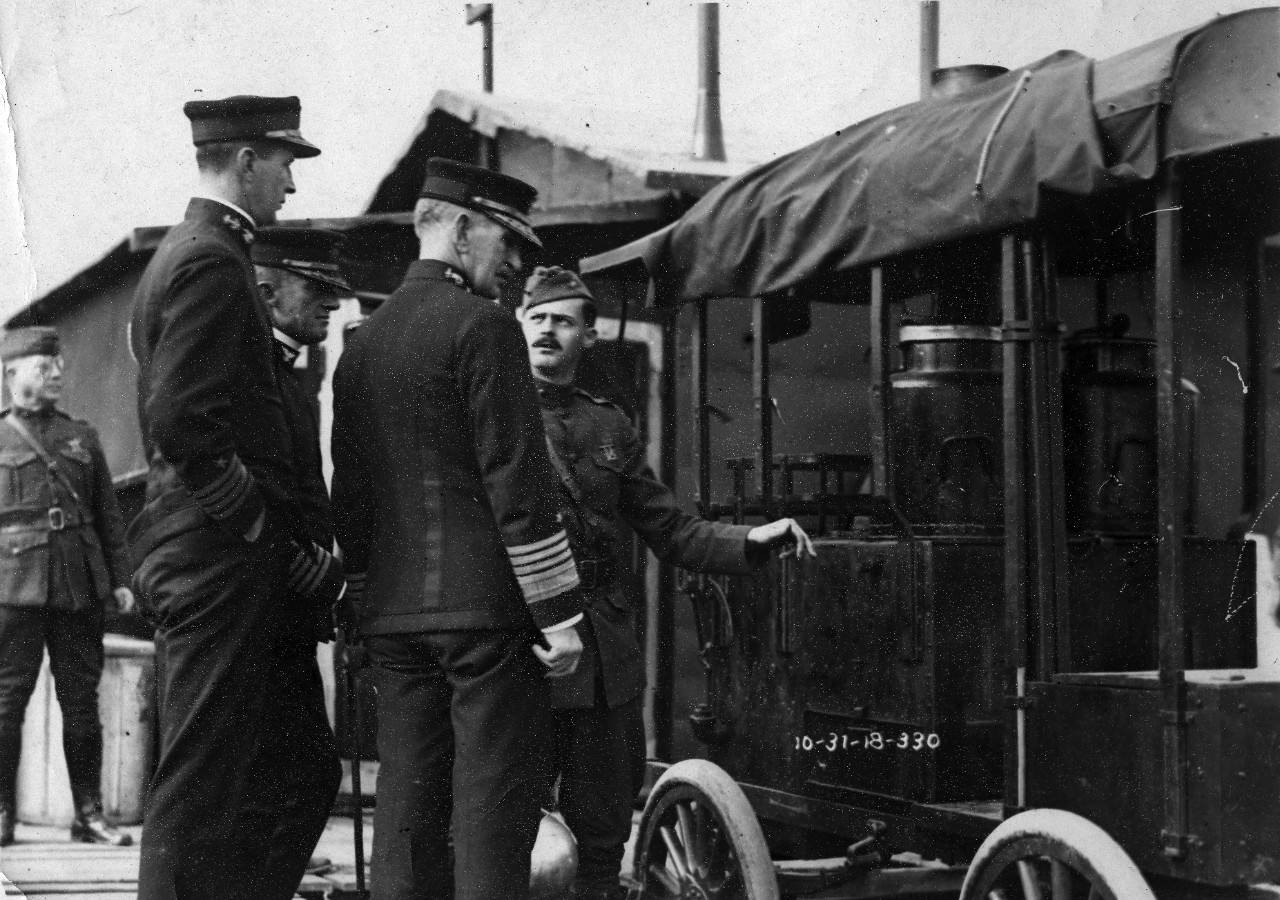
L'almirall Henry T. Mayo (centre) durant la inspecció de l'Estació Aèria Naval de Pauillac, França, el 31 d'octubre de 1918. A l'esquerra hi ha King; entre ells hi ha l'oficial al comandament de l'estació, el capità Franck T. Evans.

Els oficials de la generació de King generalment servien tres anys al mar amb els rangs de guardiamarina i alferes aprovats abans d'aconseguir l'elegibilitat per a l'ascens a tinent. El rang de tinent (grau júnior) servia com a punt de pas temporal per als oficials que requerien formació addicional o que no aconseguien els avals necessaris per rebre l'ascens immediat d'alferes al rang de tinent. King va aprovar els seus exàmens i va obtenir l'aval necessari per a l'ascens a tinent, tot i que els seus errors com a oficial júnior requerien l'aprovació de la Junta de Retenció de la Marina. Per aquesta raó, King va deixar la Flota Asiàtica per a un servei temporal a Washington, DC, per deu dies d'exàmens físics i finalment la seva compareixença davant la Junta de Retenció, presidida pel president de l'Acadèmia de Guerra Naval, el contraalmirall Charles B. Stockton. Impressionat amb el potencial de King, Stockton va organitzar l'assignació de King al personal de l'Acadèmia Naval amb el servei en el rang de tinent.
A Annapolis, King va ensenyar artilleria, artilleria i marineria. Aquest càrrec el va reunir amb Mattie, que havia estat vivint amb la seva família a Baltimore. Després de dos anys, es va convertir en l'oficial encarregat de disciplina a Bancroft Hall. King va tornar al servei marítim el 1909, com a secretari de bandera del contraalmirall Hugo Osterhaus. Després d'un any, Osterhaus va ser transferit a servei a terra i King es va unir al departament d'enginyeria del cuirassat USS New Hampshire. Aviat es va convertir en l'oficial d'enginyeria. Després d'un any a New Hampshire, Osterhaus va tornar al servei marítim i King va tornar a ser el seu secretari de bandera. Entre els altres oficials de l'estat major hi havia Dudley Knox com a oficial d'artilleria de la flota i Harry E. Yarnell com a oficial d'enginyeria de la flota. King va tornar al servei a terra a Annapolis el maig de 1912 com a oficial executiu de l'Estació Experimental d'Enginyeria Naval. Mentre era allà, va exercir com a secretari-tresorer de l'Institut Naval, editant i publicant articles a les Actes. Va ser ascendit a tinent comandant l'1 de juliol de 1913.

#### Primera Guerra Mundial

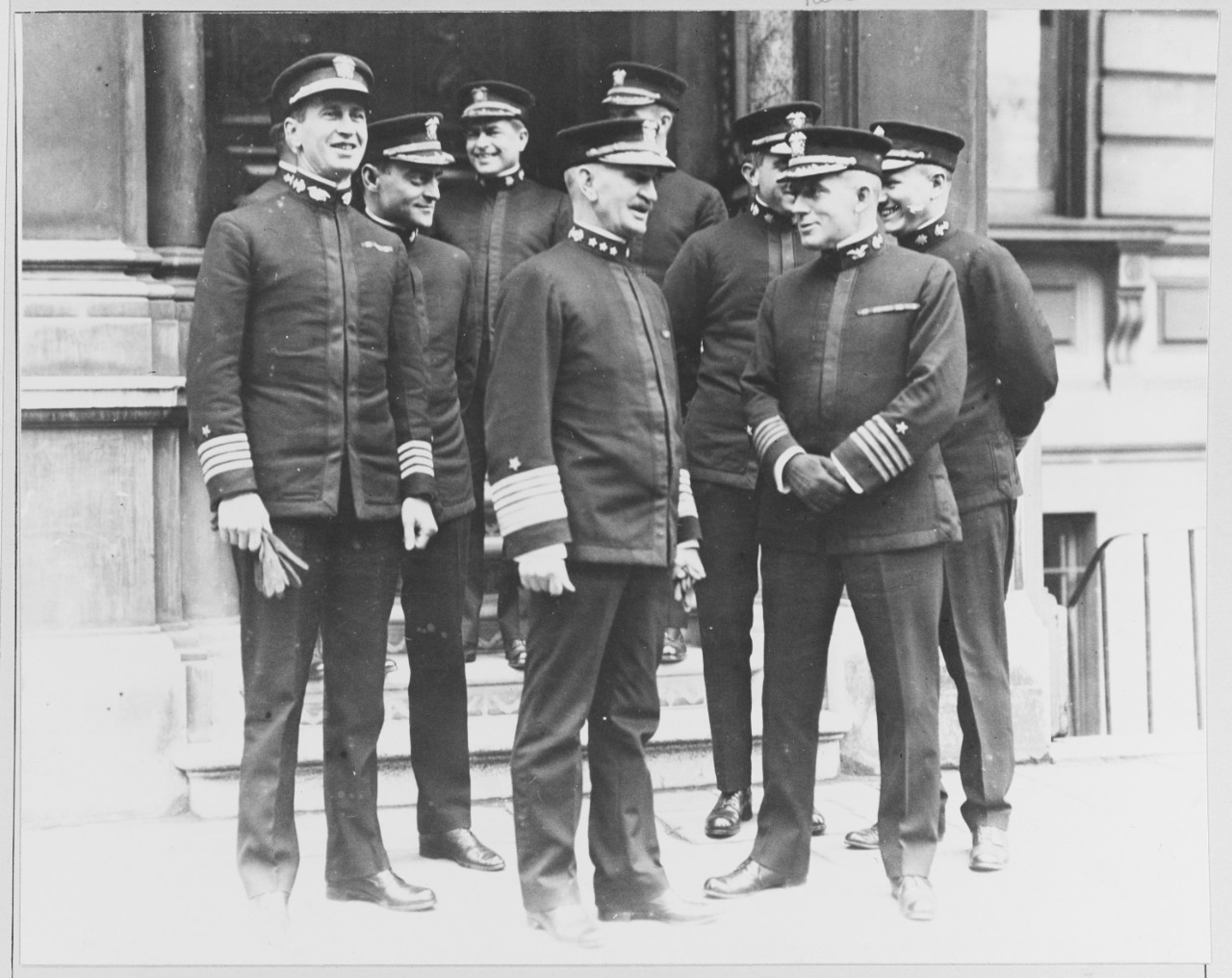
L'almirall Henry T. Mayo i el seu estat major. King és a l'esquerra.

Quan la guerra amb Mèxic va amenaçar el 1913, King va anar a Washington, DC, per pressionar pel comandament d'un destructor. Va rebre el seu primer comandament, el destructor USS Terry, el 30 d'abril de 1914, participant en l'ocupació nord-americana de Veracruz, escortant un transport de mules des de Galveston, Texas. Després va passar al seu segon comandament, un destructor més modern, l'USS Cassin, el 18 de juliol de 1914. També va servir com a aide-de-camp del comandant de la flotilla de destructors de la Flota Atlàntica, el capità William S. Sims.
El desembre de 1915, King es va unir a l'estat major del vicealmirall Henry T. Mayo, comandant en cap de la Flota Atlàntica. Després que els Estats Units entressin a la Primera Guerra Mundial, King va anar al Regne Unit com a part de l'estat major de Mayo. Era un visitant freqüent de la Royal Navy i ocasionalment va participar en accions com a observador a bord de vaixells britànics. Va conèixer oficials de l' estat major de planificació de l'Almirallat de la Royal Navy, incloent-hi el contraalmirall Sir Roger Keyes i el capità Dudley Pound, sembrant les llavors d'una futura col·laboració. El comodor el marquès de Graham va fer amb Mayo i King una visita guiada del portaavions HMS Argus, cosa que va proporcionar una visió del futur de l'aviació naval. King va ser guardonat amb la Creu de la Marina "pel servei distingit en la línia de la seva professió com a cap d'estat major adjunt de la Flota Atlàntica".
King va ser ascendit a comandant l'1 de juliol de 1917Quan el cap d'estat major de la Flota Atlàntica, el capità Orton P. Jackson, va resultar ferit en un accident de trànsit, King va ser nomenat per substituir-lo, amb el rang de capità el 21 de setembre de 1918.  L'ascens a aquest rang a una edat tan jove va valer a King el sobrenom de "Capità Noi". Després de la guerra, King va adoptar la seva manera característica de portar l'uniforme amb un mocador a la butxaca del pit sota les cintes. Els oficials que servien al costat de la Royal Navy ho van fer emulant l'almirall britànic David Beatty, el comandant de la Gran Flota Britànica. King va ser l'últim a continuar aquesta tradició.
Després que la guerra acabés el novembre de 1918, King va esdevenir director de l'Escola Naval de Postgrau d'Annapolis. Hi va comprar una casa, on la seva família va viure a partir de llavors. Amb els capitans Dudley Knox i William S. Pye, King va preparar un informe sobre entrenament naval que recomanava canvis en l'entrenament naval i les trajectòries professionals, que va guanyar àmplia circulació quan el va publicar a les Actes. La majoria de les recomanacions de l'informe van ser ignorades dins del Departament de la Marina, tot i que les idees de l'anomenat "Informe KPK" van influir lentament en les polítiques de l'Oficina de Navegació per assignar oficials per al servei entre el servei marítim i el servei a terra durant les dècades de 1920 i 1930.
El 1921, King va sentir que el contraalmirall Henry B. Wilson, un oficial la postura del qual sobre l'educació naval no li agradava, es convertiria en el superintendent de l'Acadèmia Naval. King es va adreçar al capità William D. Leahy per un retorn anticipat al servei al mar. Leahy li va dir que era massa júnior per al comandament d'un capità de navegació marítima i que no hi havia res disponible. Després d'una discussió, King finalment va acceptar el comandament de l'USS Bridge, un vaixell de subministraments. Tot i que auxiliars com el Bridge tenien un paper vital, aquest comandament es considerava avorrit i els oficials ambiciosos l'evitaven.

### Submarins

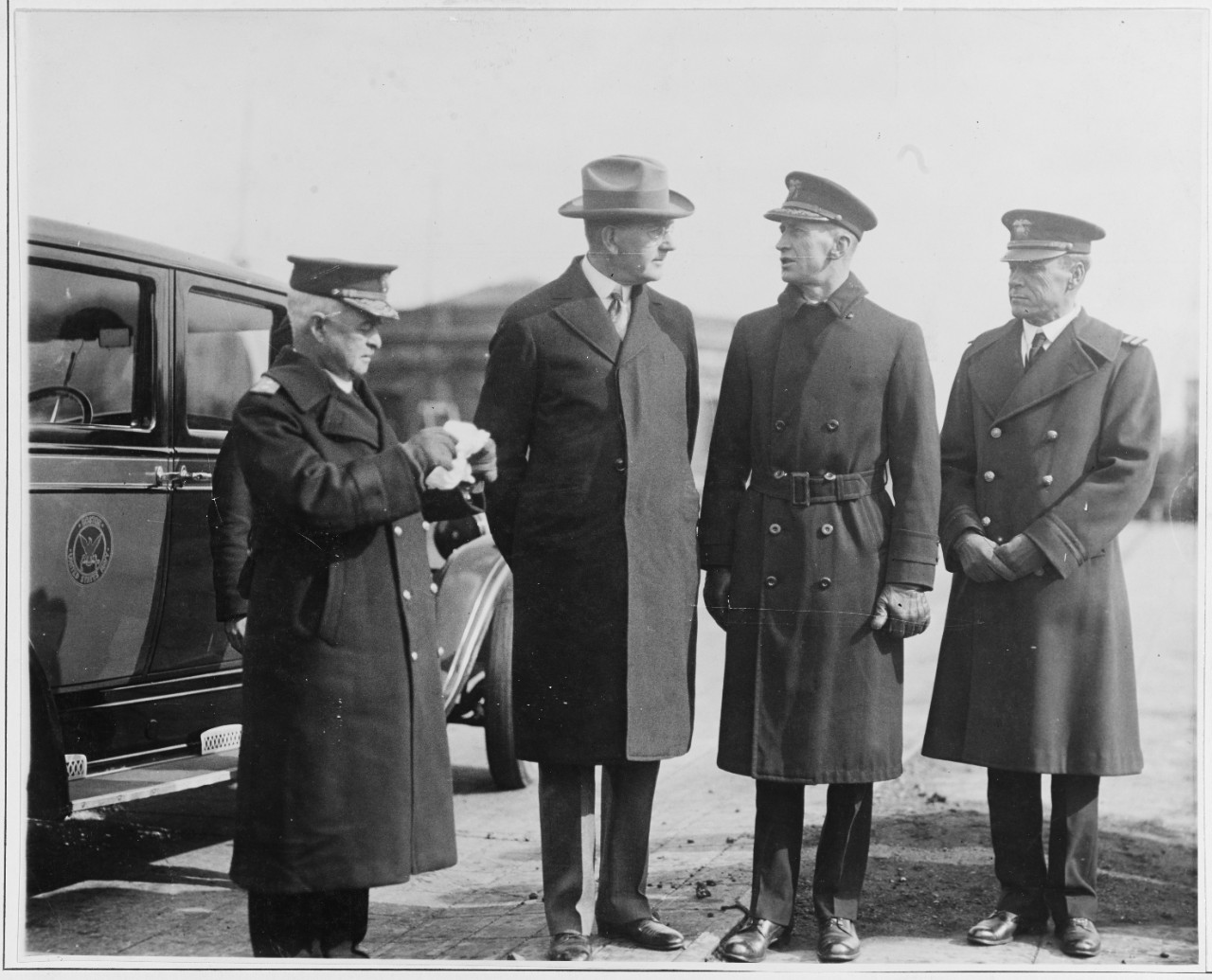
King (segon per la dreta) durant la visita del secretari de la Marina Curtis D. Wilbur (segon per l'esquerra) mentre estava a càrrec dels treballs de rescat del submarí el març de 1928. El seu ajudant, el tinent Henry Hartley, és a la dreta mentre el contraalmirall Philip Andrews (esquerra) observa.

Després d'un any, King va tornar a contactar amb Leahy per assegurar-se el comandament d'una divisió o flotilla de destructors i li van dir de nou que no hi havia res disponible. Leahy va suggerir llavors que si King estava interessat en submarins, li podia oferir el comandament d'una divisió de submarins. King va acceptar. King va assistir a un breu curs de formació a l'Escola de Submarins de New London, Connecticut, abans de prendre el comandament d'una divisió de submarins, hissant el banderí de  comodor des de l'USS S-20. Mai va obtenir la seva insígnia de Guerra Submarina (dofins), tot i que va proposar i dissenyar la insígnia del dofí, ara familiar. El 4 de setembre de 1923, va assumir el comandament de la Base Naval de Submarins de New London.
De setembre de 1925 a juliol de 1926, King va dirigir el rescat de l'USS S-51, guanyant la primera de les seves tres Medalles del Servei Distingit a la Marina. La tasca era exigent: l'S-51 jeia al fons amb un gran tall al costat a 40 m de profunditat prop de Block Island, i els bussejadors de rescat de la marina no estaven acostumats a treballar per sota dels 27 m. El submarí es va aixecar segellant compartiments i forçant l'aigua a sortir-ne amb aire comprimit. Es van afegir vuit flotadors de pontó per fer-lo flotar de nou. Just quan estaven a punt d'aixecar-lo, va colpejar una tempesta i el submarí va pujar sobtadament a la superfície. Després d'un intent fallit de remolcar-lo, King va prendre la difícil decisió d'enfonsar-lo de nou. Finalment, els bussejadors van aconseguir aixecar-lo i portar-lo a la drassana de Nova York.

### Aviació

#### Formació d'aviador
El 1925, el contraalmirall William A. Moffett, cap de l'Oficina d'Aeronàutica, va preguntar a King si consideraria un trasllat a l'aviació naval. King no va poder acceptar l'oferta en aquell moment a causa del rescat de l'S-51, i volia el comandament d'un creuer, cosa que Leahy no va poder oferir. King va acceptar llavors l'oferta de Moffett, tot i que encara esperava un creuer. Va assumir el comandament del vaixell de transport USS Wright, amb tasques addicionals com a ajudant sènior a l'estat major del comandant dels esquadrons aeris de la flota atlàntica.

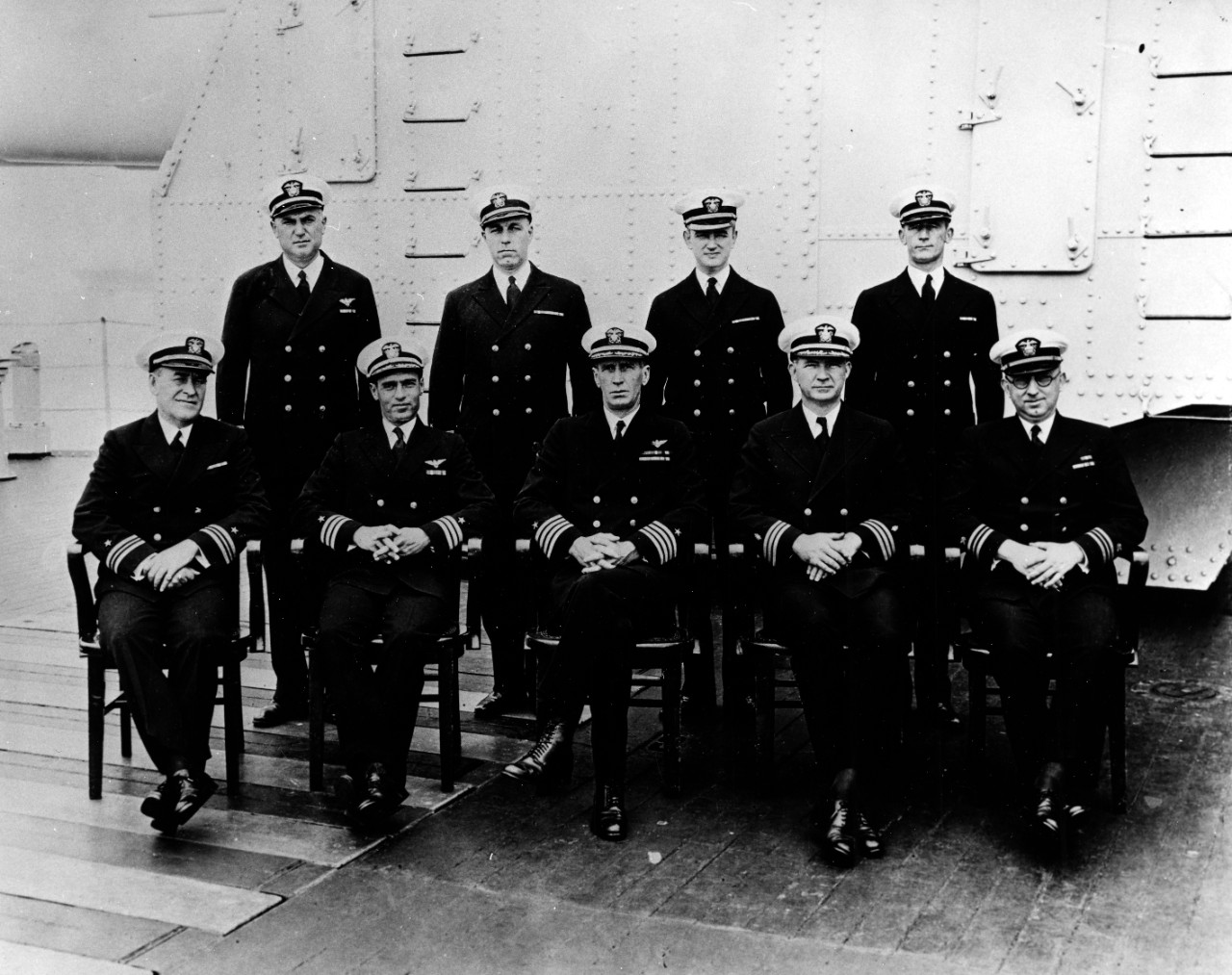
King (centre) i els seus oficials a l'

Aquell any, el Congrés dels Estats Units va aprovar una llei (10 USC Sec. 5942) que exigia que els comandants de tots els portaavions, vaixells auxiliars d'hidroavions i establiments d'aviació a terra fossin aviadors navals qualificats o observadors d'aviació naval. Per tant, King es va presentar a l'Estació Aèria Naval de Pensacola, Florida, per a l'entrenament d'aviador el gener de 1927. Era l'únic capità de la seva classe de vint; tot i que també incloïa el comandant Richmond K. Turner, la majoria de la classe eren alferes o tinents. King va rebre les seves ales com a aviador naval núm. 3368 el 26 de maig de 1927 i va reprendre el comandament del Wright.
Entre 1926 i 1936, King va volar una mitjana de 150 hores anuals. Durant un temps, va volar sovint sol, volant a Annapolis per a visites de cap de setmana amb la seva família, però els seus vols en solitari van ser eliminats per una regulació naval que els prohibia als aviadors de 50 anys o més. King va comandar Wright fins al 1929, excepte per un breu interludi supervisant el rescat de l'USS S-4, pel qual va ser guardonat amb una estrella d'or a la seva Medalla al Servei Distingit. Després va esdevenir Cap Adjunt de l'Oficina d'Aeronàutica sota Moffett. Els dos van discutir sobre certs elements de la política de l'Oficina, i King va ser substituït pel comandant John Henry Towers i transferit al comandament de l'Estació Naval de Norfolk.

#### Capità de portaavions
El 20 de juny de 1930, King va esdevenir capità del portaavions USS Lexington—aleshores un dels portaavions més grossos del món—, que va comandar durant els dos anys següents. Quan no estava de servei, gaudia bevent, fent festes i socialitzant amb els seus oficials subalterns. Va ignorar les queixes que alguns dels seus oficials llogaven una masia aïllada on es violaven la llei seca i les lleis blaves. Gaudia de la companyia de les dones i tenia moltes aventures. Les dones evitaven seure al seu costat als sopars si no volien ser tocades per sota la taula.  King va dir una vegada a un amic: "Hauries de sospitar molt de qualsevol que no prengui una copa o no li agradin les dones".
Les històries sobre la imatge popular de King sovint emmascaraven la història remarcable subjacent als esdeveniments crucials, que més tard van donar forma a la seva personalitat de comandament en el context dels serveis navals dels Estats Units de la seva època. La fidelitat al servei també requeria fidelitat en el context del monocultiu del servei. L'esposa i els set fills de King solien acompanyar-lo a les seves diverses missions a terra. King va comprar diverses cases al llarg del camí. El 1932, va comprar una casa a prop del Naval War College a Rhode Island perquè el CNO, l'almirall William V. Pratt, va aconsellar a King que esperés ordres per servir com a president del Naval War College. En aquell moment, Pratt desitjava que King ajudés en l'experimentació i les discussions sobre la doctrina per a submarins, portaavions i desenvolupament de forces amfíbies en curs al Naval War College.
Encara massa júnior en línia recta per a un ascens assegurat al rang de bandera el 1932, King va assistir formalment a l'Acadèmia de Guerra Naval al Curs d'Oficials Superiors mentre esperava els resultats de la imminent junta d'ascensos a oficial de bandera. En un dels seus escrits presentat el novembre de 1932, "La influència de la política nacional en l'estratègia", King va identificar Gran Bretanya i Japó com els adversaris més probables dels Estats Units. Va exposar la teoria que la debilitat dels Estats Units era la democràcia representativa:
| « | Històricament, malgrat els consells experimentats i convincents de Washington (i d'altres) de fer els preparatius necessaris per a la guerra, és tradicional i habitual que no estiguem ben preparats. Això és el resultat combinat d'una sèrie de factors, el caràcter dels quals només s'indica: la democràcia, que tendeix a fer creure a tothom que ho sap tot; la preponderància (inherent a la democràcia) de persones el veritable interès de les quals és el seu propi benestar com a individus; la glorificació de les nostres pròpies victòries a la guerra i la corresponent ignorància de les nostres derrotes (i desgràcies) i de les seves causes bàsiques; la incapacitat de l'individu mitjà (l'home del carrer) per entendre la causa i l'efecte no només en els afers exteriors sinó també en els interns, així com la seva manca d'interès en aquests assumptes. A aquests elements s'afegeix la manera com la nostra forma de govern representativa (republicana) s'ha desenvolupat per donar prioritat a la mediocritat i emfatitzar els defectes de l'electorat ja esmentats. | » |

#### Cap de l'Oficina d'Aviació

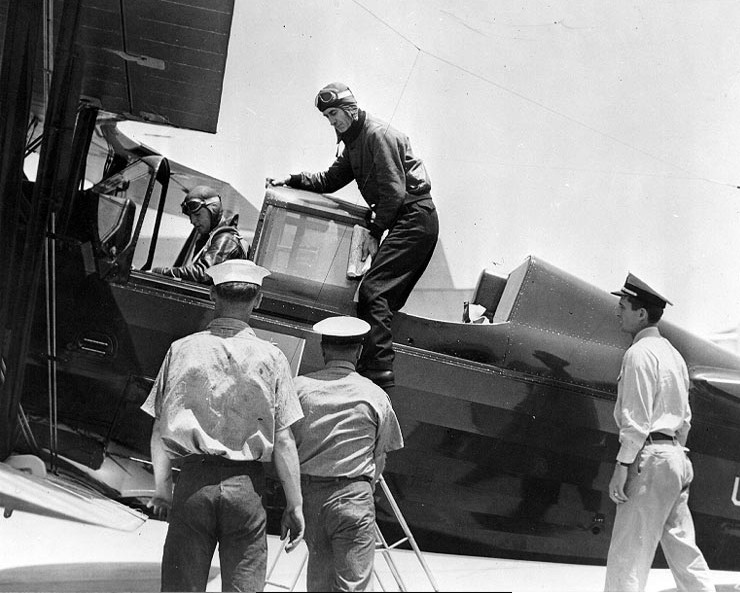
El contraalmirall King arriba a bord de l' en un nou SOC Seagull el 1936.

Quan el cap de l'Oficina d'Aeronàutica, el contraalmirall William A. Moffett, va morir en l'accident del dirigible USS Akron el 4 d'abril de 1933, King va rebre ordres immediates amb el rang temporal de contraalmirall com a Cap de BuAer. King va obtenir el suport de Winder R. Harris, l'editor en cap del diari The Virginian-Pilot, i del senador Harry F. Byrd, que va escriure al president Franklin D. Roosevelt per pressionar pel nomenament permanent de King. El Cap d'Operacions Navals (CNO), l'almirall William V. Pratt, va incloure King com la seva quarta opció per al nomenament a BuAer, després dels contraalmiralls Joseph M. Reeves, Harry E. Yarnell i John Halligan Jr., amb l'esperança d'instal·lar King a l'Acadèmia de Guerra Naval. Tanmateix, Claude A. Swanson, el nou Secretari de la Marina, va recomanar King, impressionat pel treball en el rescat de l' S-51 i l'S-4, i va pressionar per nomenar King com a Cap de l'Oficina d'Aeronàutica, amb l'aprovació necessària del Congrés pendent per a l'ascens permanent a contraalmirall el 26 d'abril de 1933.
Com a cap de l'oficina, King va treballar estretament amb Leahy, que ara era el cap de l'Oficina de Navegació, per augmentar el nombre d'aviadors navals. Junts van establir el Programa de Formació de Cadets d'Aviació per reclutar graduats universitaris com a aviadors. La seva relació amb el CNO, l'almirall William H. Standley, que intentava afirmar el poder del CNO sobre els caps de l'oficina, va ser més tempestuosa. Amb l'ajuda de Leahy i Swanson, King va aconseguir bloquejar les propostes de Standley.
King va comparèixer davant d'un subcomitè del Comitè d'Assignacions de la Cambra de Representants, presidit pel congressista William A. Ayres, on va ser interrogat sobre els acords contractuals de l'Oficina d'Aeronàutica amb Pratt and Whitney. Tot i que el seu personal va advertir que una resposta directa podria tensar la relació amb l'únic proveïdor de certs motors que la Marina necessitava, King va confirmar al comitè que Pratt and Whitney estava obtenint beneficis de fins al 45%. Com a resultat, la Llei Vinson-Trammell de 1934 contenia una disposició que limitava els beneficis dels contractes d'aviació governamental al 10%.

#### Comandant, Aeronaus, Força de Combat
El 1936, només hi havia dues places de comandant d'aviació marítima: Comandant d'Avions de la Força de Batalla, un vicealmirall que comandava els portaavions de la Marina, i Comandant d'Avions de la Força de Base, un contraalmirall que comandava els esquadrons d'hidroavions. King esperava obtenir la primera missió, però Standley s'hi va oposar, i al final del seu mandat com a cap d'oficina el 1936, King va esdevenir Comandant d'Avions de la Força de Base a l'Estació Aèria Naval de North Island, Califòrnia. Va sobreviure a l'accident del seu transport Douglas XP3D el 8 de febrer de 1937.
Leahy va succeir Standley com a CNO l'1 de gener de 1937. King va ser ascendit a vicealmirall el 29 de gener de 1938 en convertir-se en Comandant de la Força de Batalla d'Aeronaus, en aquell moment un dels tres únics vicealmiralls de la Marina dels Estats Units. Va onejar la seva bandera al portaavions USS Saratoga. Entre els seus èxits hi va haver corroborar les troballes de Yarnell en un joc de guerra de 1932 el 1938 organitzant el seu propi atac aeri naval simulat amb èxit sobre Pearl Harbor, demostrant que la base era perillosament vulnerable a un atac aeri, tot i que no se'l va prendre més seriosament fins al 7 de desembre de 1941, quan la Marina Imperial Japonesa va atacar la base .

### La Segona Guerra Mundial

#### Junta General

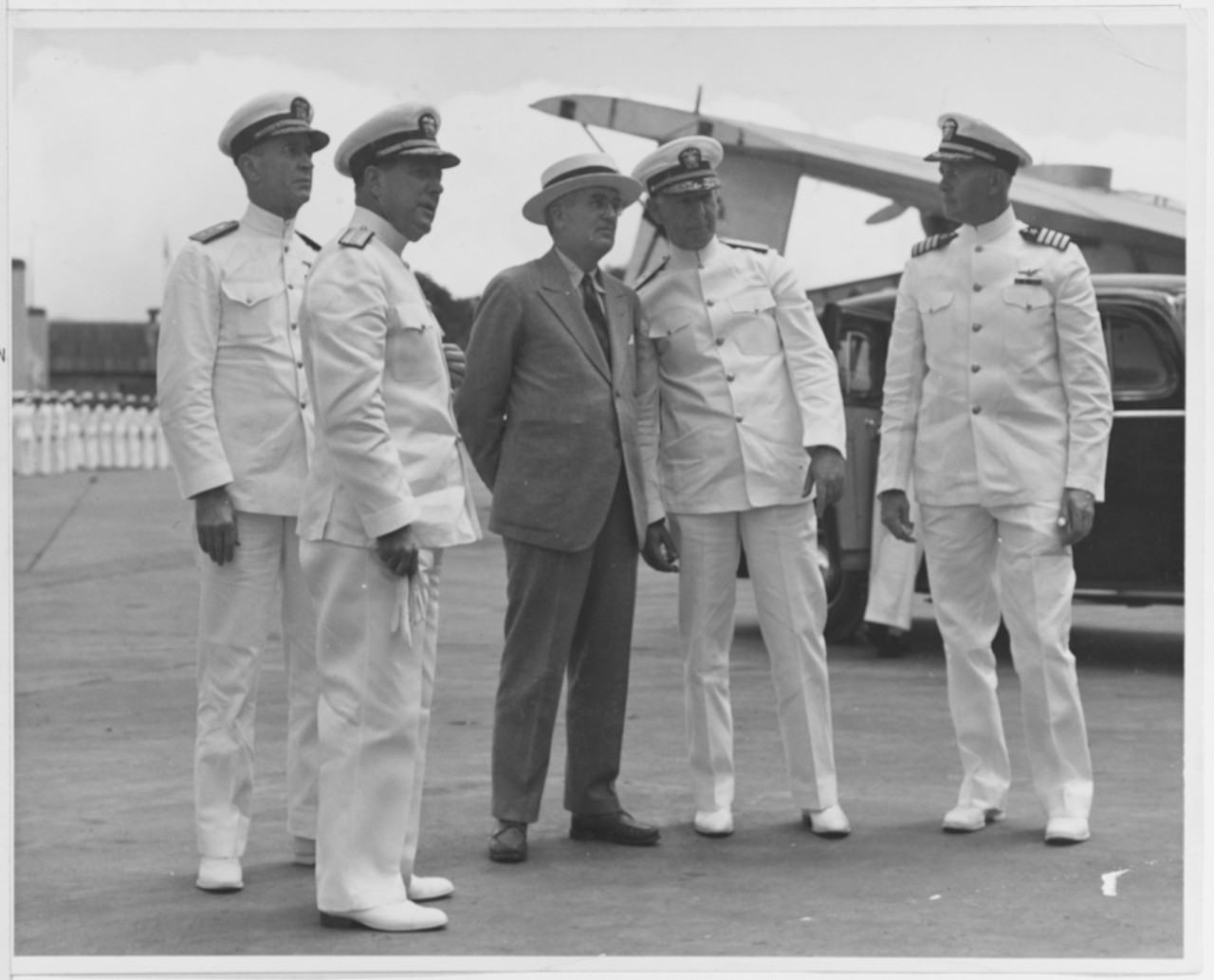
Gira d'inspecció del secretari de la Marina, Charles Edison, a l'estació naval de Pearl Harbor el 12 d'abril de 1940. D'esquerra a dreta: King, el contraalmirall Arthur L. Bristol, Charles Edison, el contraalmirall Claude C. Bloch i el capità Elliott Buckmaster.

King esperava ser nomenat CNO o Comandant en Cap de la Flota dels Estats Units (CINCUS), però l'1 de juliol de 1939 va tornar al seu rang permanent de contraalmirall i va ser destinat a la Junta General, un cementiri d'elefants on els oficials superiors passaven el temps que els quedava abans de la jubilació. Una sèrie d'esdeveniments extraordinaris alterarien aquest resultat. El març, l'abril i el maig de 1940, King va acompanyar el secretari de la Marina, Charles Edison, l'ajudant naval d'Edison, el capità Morton L. Deyo, i l'amic d'Edison, Arthur Walsh, en una gira de sis setmanes per bases navals del Pacífic. De camí es van aturar a Hollywood per veure en preestrena Edison, the Man, una pel·lícula biogràfica sobre la vida del pare d'Edison protagonitzada per Spencer Tracy. "Entenc", va dir Walsh a King, referint-se a un mite popular, "que t'afaites amb un bufador". King va respondre que això era una exageració. A Walsh li va agradar tant la història que la va explicar a tothom que va conèixer, i finalment va fer que Tiffany & Co. fes una maqueta a escala d'un bufador, que va regalar a King.
Quan van tornar a Washington, DC, Edison va donar a King una missió especial: millorar les defenses antiaèries de la flota. Els experiments amb drons controlats per ràdio que feien passos a vaixells el febrer de 1939 havien demostrat que eren molt difícils d'abatre. Els avions volaven més ràpid i portaven bombes més grans, cosa que representava una amenaça més gran per a la flota, cosa que aviat es confirmaria en combat. King va revisar els plànols de cada tipus de vaixell i va fer recomanacions sobre quin tipus d'armes es podien instal·lar, on s'havien de col·locar i què s'havia de retirar per fer-hi lloc. Va preparar una sol·licitud de 300 milions de dòlars per dur a terme el programa. Edison va quedar impressionat i va escriure a Roosevelt, recomanant que King fos nomenat CINCUS, però Roosevelt no va fer el nomenament, influenciat per la beguda excessiva de King.

#### Comandant en cap de la Flota Atlàntica

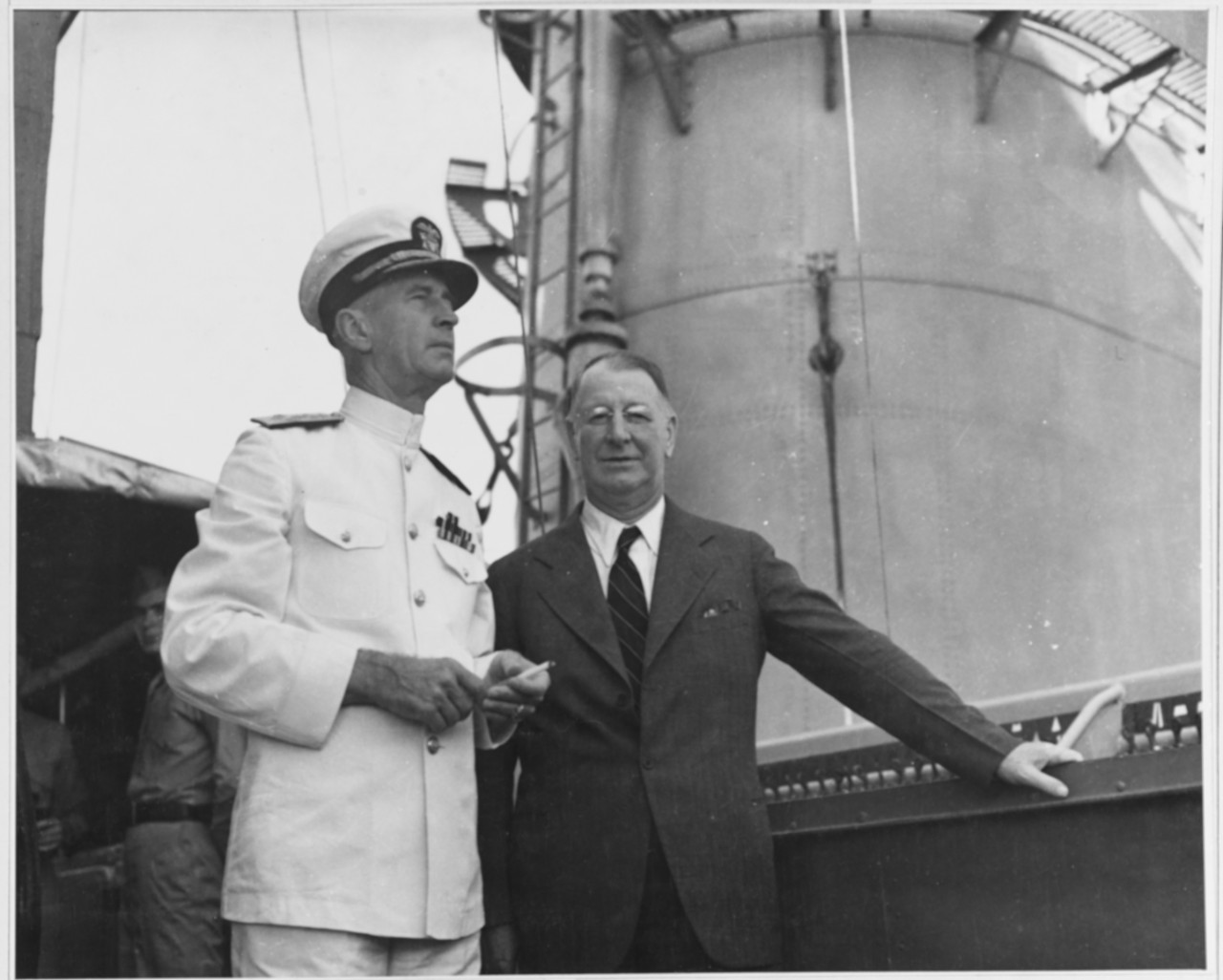
King i el secretari de la Marina Frank Knox al creuer a les Bermudes el setembre de 1941

El cap de l'exèrcit, l'almirall Harold R. Stark, considerava que el talent de King per al comandament s'utilitzava millor en els esforços per organitzar l'estratègia americana conjuntament amb els britànics, un cop King informés a la junta general. El setembre de 1940, Stark va convocar King al seu despatx, juntament amb el cap de l'Oficina de Navegació, el contraalmirall Chester W. Nimitz, i va oferir a King el comandament de l'Esquadró Atlàntic. Nimitz va explicar que, si bé King havia estat vicealmirall en el seu últim comandament marítim, només seria contraalmirall per a aquest. King va respondre que no li importava i va acceptar el càrrec. Tanmateix, la seva assumpció del comandament es va retardar un mes per una operació d'hèrnia, i després diverses setmanes més mentre acompanyava el successor d'Edison, Frank Knox, en una altra gira d'inspecció, aquesta vegada a bases a l'Atlàntic.
El 17 de desembre de 1940, King va hissar la seva bandera com a Comandant de la Força de Patrulla (com havia estat rebatejat l'Esquadró Atlàntic l'1 de novembre) al cuirassat USS Texas a Norfolk, Virgínia. Quan va examinar el pla de guerra a la caixa forta, va descobrir que era per a una guerra amb Mèxic. La seva primera ordre, emesa tres dies després, va ser posar la Força de Patrulla en peu de guerra. Va sorprendre els subordinats afirmant que els Estats Units ja estaven en guerra amb Alemanya. El gener de 1941, King va emetre la directiva CINCLANT Serial 053 de la Flota Atlàntica, animant els oficials a delegar i evitar la microgestió, que encara es cita àmpliament a les forces armades actuals. La Força de Patrulla va ser designada Flota Atlàntica l'1 de febrer de 1941. King va ser ascendit a almirall i es va convertir en Comandant en Cap de la Flota Atlàntica (CINCLANT).

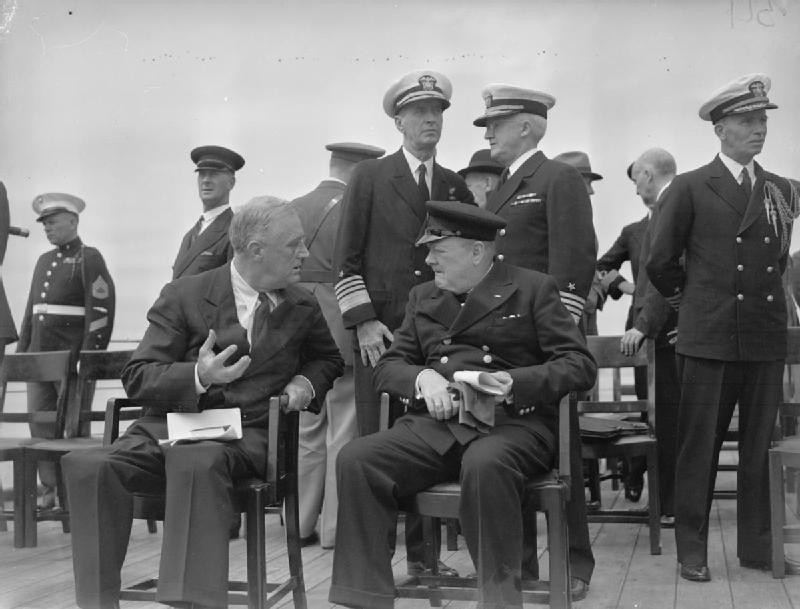
Franklin D. Roosevelt i Winston Churchill al castell del durant la Conferència Atlàntica, el 10 d'agost de 1941. King i l'almirall Harold R. Stark estan darrere d'ells.

L'abril de 1941, King va ser convocat a Hyde Park, Nova York, on Roosevelt el va informar d'una propera conferència amb el primer ministre del Regne Unit, Winston Churchill, a Argentia. Va tornar a Hyde Park al juliol per fer més arranjaments. King va trobar que el vell Texas no era adequat com a vaixell insígnia, i el 24 d'abril va canviar al creuer USS Augusta un cop aquest havia completat una revisió general Així va ser que a l'agost va ser l'Augusta qui va portar Roosevelt a la Conferència Atlàntica, on King i l'almirall britànic Sir Percy Noble van elaborar els detalls perquè la Marina dels Estats Units escortés els combois a mig camí de l'Atlàntic.
En lloc d'arriscar-se a un conflicte amb els Estats Units la vigília de la invasió de la Unió Soviètica, els alemanys van retirar els seus submarins de l'Atlàntic occidental. Això va animar Roosevelt a prendre més mesures. Va declarar l'estat d'emergència nacional el 27 de maig. El 19 de juliol, King va emetre ordres creant la Task Force 1, amb la missió d'escortar els combois a Islàndia, que havia estat ocupada pels marines nord-americans. Nominalment, els combois eren nord-americans, però els vaixells de qualsevol nacionalitat eren lliures d'unir-s'hi. A partir de l'1 de setembre, els combois van ser escortats fins a un punt de trobada enmig de l'oceà, on es van trobar amb escortes de la Royal Navy i la Royal Canadian Navy. Els Estats Units estaven ara immersos en una guerra no declarada, tot i que encara estaven restringits per les Lleis de Neutralitat dels anys trenta. El 31 d'octubre, el destructor USS Reuben James es va convertir en el primer vaixell de guerra nord-americà enfonsat per un submarí alemany. En resposta a aquest i altres incidents, el Congrés va modificar les Lleis de Neutralitat al novembre, permetent que els vaixells mercants estiguessin armats i lliuressin mercaderies als ports britànics.

#### Comandant en cap de la Flota dels Estats Units

##### Estat Major

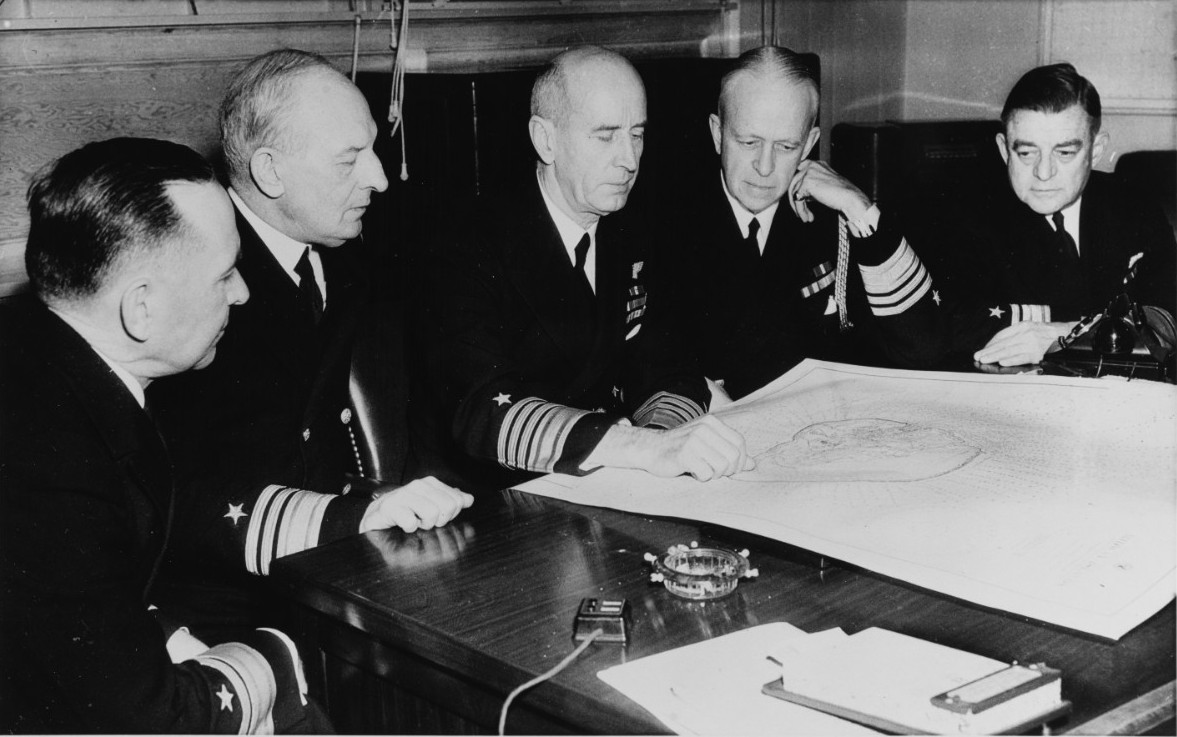
King i el seu estat major. D'esquerra a dreta: el contraalmirall John H. Newton, el vicealmirall Frederick J. Horne, King, el vicealmirall Russell Willson i el contraalmirall Richard S. Edwards.

Amb la  declaració de guerra dels Estats Units a Alemanya l'11 de desembre, la Flota Atlàntica estava oficialment en guerra. El 20 de desembre, King es va convertir en CINCUS. Deu dies després va hissar la seva bandera a l'USS Vixen i va ser succeït com a CINCLANT per l'almirall Royal E. Ingersoll. Nimitz es va convertir en el comandant en cap de la Flota del Pacífic el mateix dia. La llegenda diu que King va dir: "Quan es fiquen en problemes, criden als fills de puta". John L. McCrea, l'ajudant naval de Roosevelt, va preguntar a King si realment ho havia dit. King va respondre que no ho havia fet, però que ho hauria fet si s'hi hagués acudit. L'abreviatura CINCUS (pronunciada "sink-us" – enfonseu-nos) semblava inapropiada després de l'atac japonès a Pearl Harbor, i el 12 de març de 1942, King la va canviar oficialment a COMINCH.
Stark es va mostrar reticent a separar-se d'Ingersoll com a cap d'estat major, però King va insistir que era necessari com a CINCLANT. Va oferir el contraalmirall Russell Willson, el superintendent de l'Acadèmia Naval, i el contraalmirall Frederick J. Horne, de la Junta General, com a substituts. Stark va triar Horne, i King va agafar Willson com a cap d'estat major. El contraalmirall Richard S. Edwards, que havia servit a King com a comandant de submarins de la Flota Atlàntica, es va convertir en el seu sotscap d'estat major. Com a sotscaps d'estat major, King va seleccionar els contraalmiralls Richmond K. Turner i Willis A. Lee.

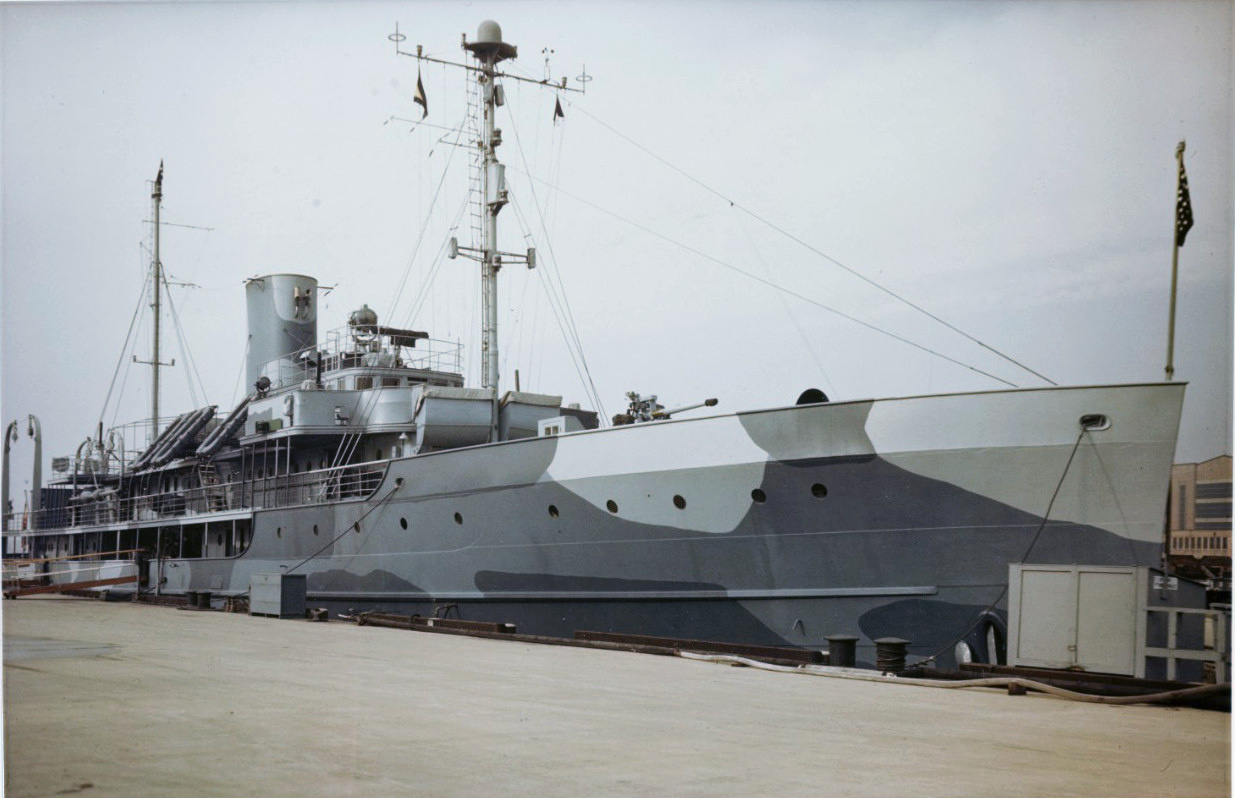
El vaixell insígnia de King, l', atracat a la drassana de Washington, DC

King no es portava bé amb Willson; les seves personalitats eren massa diferents, i més tard va admetre que havia comès un error en nomenar-lo. King va fer retirar Willson l'agost de 1942 a causa d'una insuficiència cardíaca i el va substituir per Edwards. Quan Turner va anar al Pacífic Sud per a la campanya de Guadalcanal, va ser succeït pel contraalmirall Charles M. Cooke Jr.. Tot i que ara tenia la seva base al Departament de la Marina a Washington, DC, King volia poder sortir al mar ell mateix en qualsevol moment. Per al seu vaixell insígnia, va triar el SS Delphine, un iot de luxe que anteriorment pertanyia a la família d'Horace Dodge, que King va rebatejar com a USS Dauntless. King va viure a bord del Dauntless, que va passar la major part de la guerra ancorat a la drassana de Washington.
El senador Harry S. Truman va demanar un balanç del cost de Dauntless. El congressista Harry R. Sheppard va iniciar una investigació formal, i el cost de manteniment de Dauntless el 1943 es va avaluar en 252.077 dòlars (equivalent a 4.580.530 dòlars el 2024). King va informar a Knox que havia confirmat aquesta suma i que hi havia oportunitats per estalviar 77 dòlars. El Comitè Truman va ser informat així. La resposta de Roosevelt va ser: "si Sant Jordi i el seu cavall de batalla poden mantenir els nostres nois llançant fems i polint les seves botes a Fort Myer, aleshores l'Ernie també hauria de poder quedar-se les seves joguines". 

##### Caps d'Estat Major Conjunt
Quan els caps d'estat major americans, que incloïen King i Stark, es van reunir amb el Comitè de Caps d'Estat Major britànic a la Conferència Arcàdia a Washington, DC, del 24 de desembre de 1941 al 14 de gener de 1942, van acordar fusionar les seves organitzacions per formar els Caps d'Estat Major Combinats (CCS), que van celebrar la seva primera reunió a Washington, DC, el 23 de gener de 1942. Per tal d'anar en paral·lel als caps britànics, els americans van formar l'Estat Major Conjunt (JCS), que va celebrar la seva primera reunió el 9 de febrer de 1942. L'Estat Major Conjunt estava inicialment format per Stark, King, el general George C. Marshall, cap d'Estat Major de l'Exèrcit, i el tinent general Henry H. Arnold, cap del  Cos Aeri de l'Exèrcit. En el seu paper com a membre del CCS i el JCS, King es va involucrar en la formulació de la gran estratègia, que va arribar a ocupar la major part del seu temps.

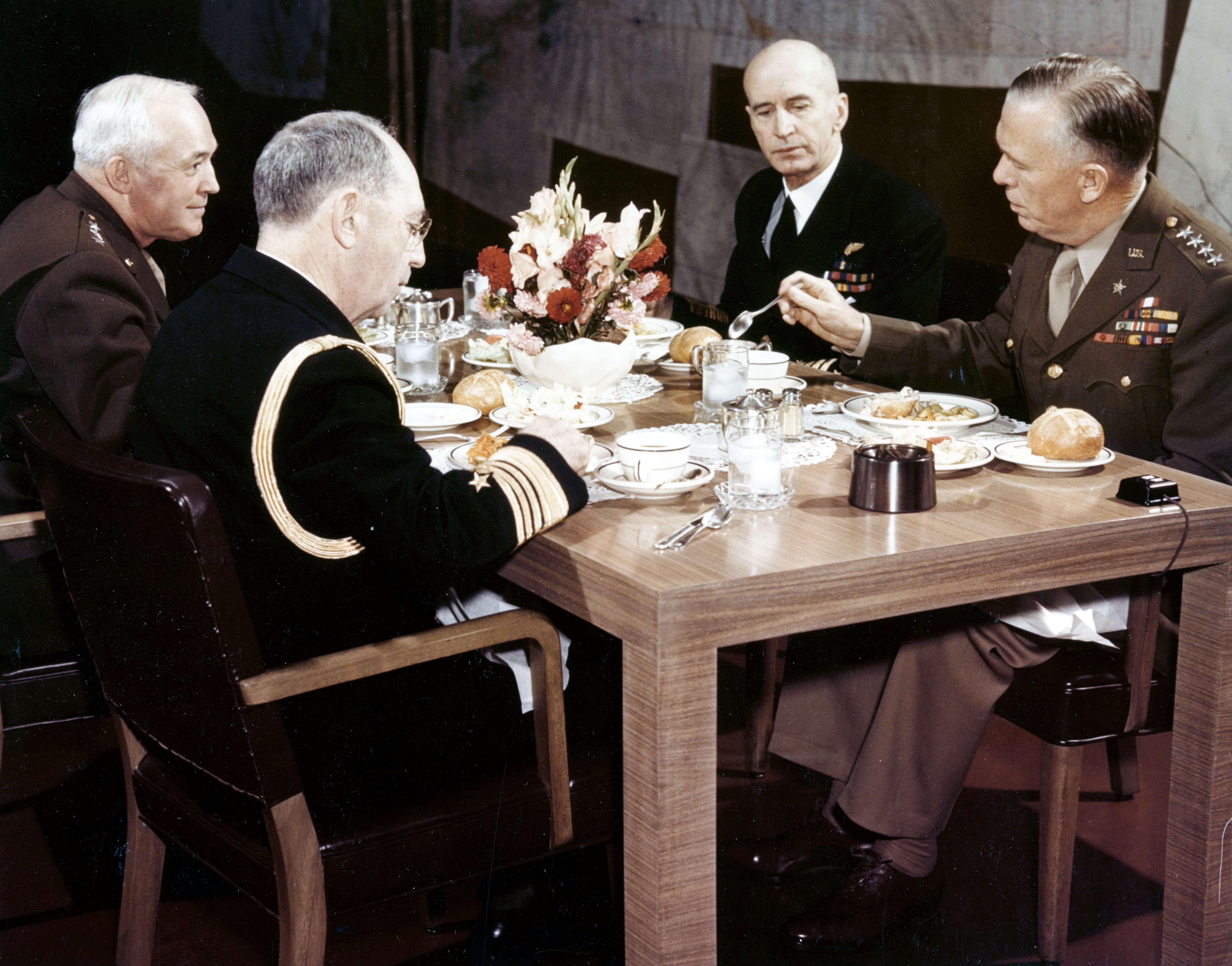
Els dinars de l'Estat Major Conjunt es feien cada dimecres. D'esquerra a dreta: el general Henry H. Arnold, l'almirall William D. Leahy, King i el general George C. Marshall.

L'Ordre Executiva 8984 de Roosevelt va fer del COMINCH el comandant de les forces operatives de la marina, i "directament responsable, sota la direcció general del Secretari de la Marina, davant del President dels Estats Units". Hi havia una considerable coincidència entre les funcions del COMINCH i del CNO, i, seguint el consell de Stark,  Roosevelt va combinar les funcions dels dos amb l'Ordre Executiva 9096.
El 26 de març, King va succeir Stark com a CNO, convertint-se en l'únic oficial a ocupar aquest comandament combinat. El mateix dia, Horne va esdevenir vicecap d'operacions navals.  Tot i que King era tant COMINCH com CNO, els dos càrrecs van romandre separats i diferents. Stark va esdevenir comandant de les Forces navals dels Estats Units a Europa. Edwards, Cooke i Horne van romandre amb King durant tota la guerra, però es van incorporar més oficials subalterns per períodes de fins a un any i després van tornar al servei marítim.
Stark va deixar el JCS el març de 1942 quan King el va succeir com a CNO, reduint els seus membres a tres fins al juliol de 1942. Marshall defensava un estat major conjunt, però davant l'oposició de King, va fer marxa enrere en la idea d'un cap executiu dels serveis. En canvi, Marshall va pressionar perquè un oficial superior actués com a portaveu del JCS i com a enllaç entre el JCS i el president. Va nomenar Leahy per al càrrec, amb l'esperança que un oficial naval fos més acceptable per a King. King es va mantenir en contra, però Roosevelt estava convençut dels mèrits de la proposta. El 21 de juliol de 1942, Leahy va ser nomenat Cap d'Estat Major del Comandant en Cap de l'Exèrcit i l'Armada i es va convertir en el quart membre del JCS. Com a oficial superior, Leahy presidia les seves reunions, però no exercia cap autoritat de comandament. King i Marshall van conservar el seu accés directe al president. King va tenir trenta-dues reunions oficials amb Roosevelt a la Casa Blanca el 1942, però només vuit el 1943, nou el 1944 i només una el 1945.
Quan King va fer 64 anys el 23 de novembre de 1942, King va escriure a Roosevelt per dir-li que havia arribat a l'edat de jubilació obligatòria. Roosevelt va respondre amb una nota que deia: "I què, vell? Potser t'enviaré un regal d'aniversari". (El regal va ser una fotografia emmarcada.)  Tot i que King continuava sent el segon oficial més veterà de la llista d'oficials actius després de Stark, ara servia a plaer de Roosevelt, ja que podia ser transferit a la llista de jubilats en qualsevol moment. Això va seguir sent així fins al desembre de 1944, quan Leahy i després King van ser ascendits al nou rang de cinc estrelles d'almirall de flota.

##### Relacions civils-navals
Roosevelt no estava per sobre de microgestionar la marina. Per exemple, a principis de 1942 va enviar instruccions explícites a l'almirall Thomas C. Hart, el comandant de la Flota Asiàtica, detallant com volia que es fessin les patrulles de vigilància. Roosevelt va concedir a Marshall àmplia autoritat per reorganitzar el Departament de Guerra, però l'autoritat de King era més limitada. King, actuant seguint un suggeriment de Roosevelt que "simplifiqués" el Departament de la Marina, va ordenar una reestructuració el 28 de maig. Knox i el Sotssecretari de la Marina, James V. Forrestal, s'hi van oposar, que ho van veure com un desafiament a la seva autoritat, i els caps de l'oficina, que temien una pèrdua de la seva autonomia. El més important és que Roosevelt s'hi va oposar, qui, el 12 de juny, va ordenar a Knox que cancel·lés tot el que King havia fet. Roosevelt va acceptar la proposta de King de crear el càrrec de Cap Adjunt d'Operacions Navals per a l'Aviació (DCNO (Aire)), però en una nota a Knox a l'agost de 1943 va escriure: "Digueu-li a Ernie una vegada més: No reorganitzeu l'estructura del Departament de la Marina durant la guerra. Guanyem-la primer".

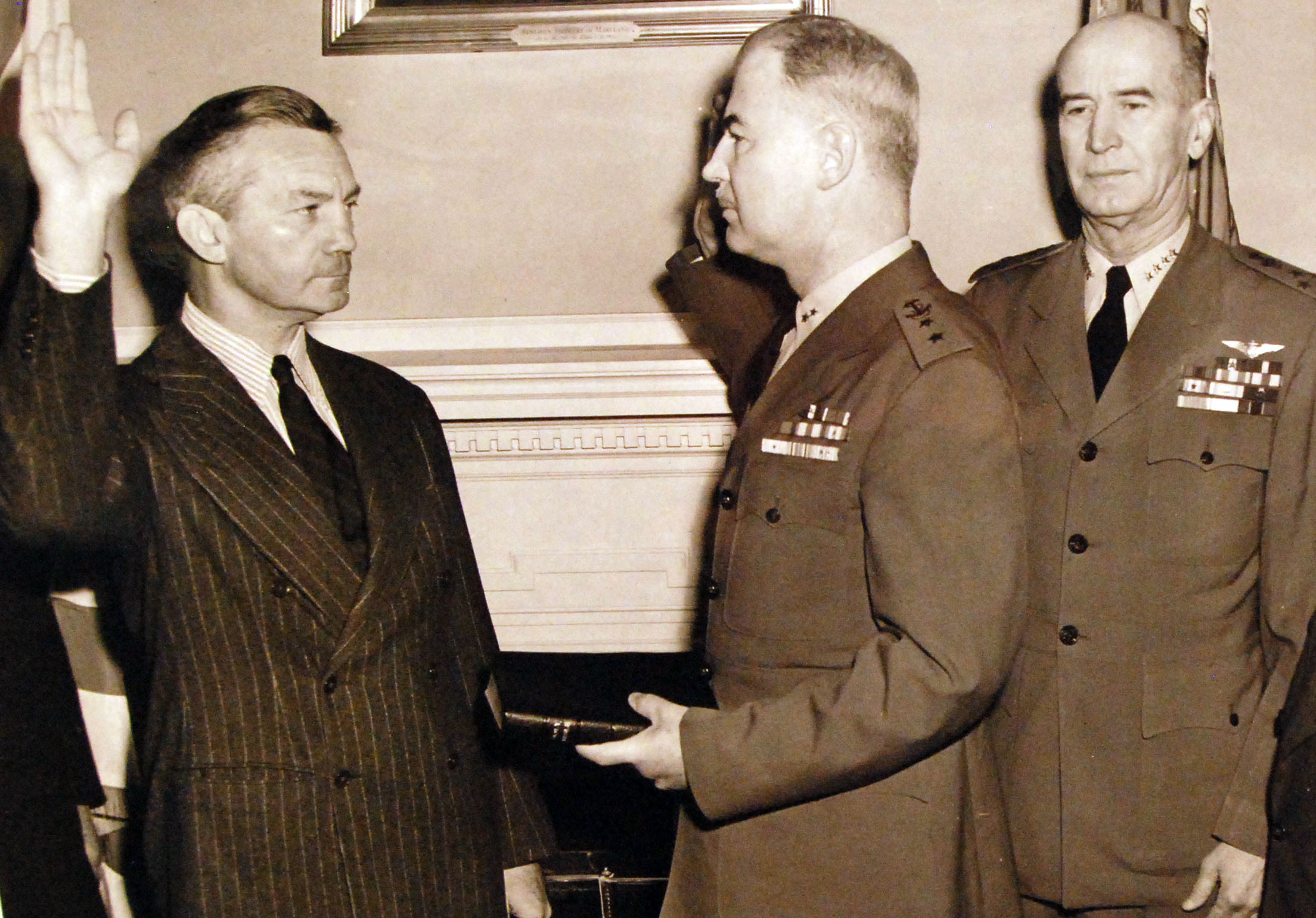
King observa com James V. Forrestal pren possessió del càrrec com a 40è secretari de la Marina.

Com que King reportava directament a Roosevelt i només sota la seva "supervisió general", Knox veia King com una amenaça a la seva autoritat. Va intentar destituir King el 1942 suggerint que assumís el comandament al Pacífic com a COMINCH, però això no va ser possible perquè, com a membre de la JCS, King havia de romandre a Washington, DC. L'any següent, Knox va intentar que Horne, que s'ocupava de la major part de la feina del CNO, com ara preparar pressupostos i comparèixer davant del Congrés, fos nomenat CNO. Això també va fracassar, ja que va requerir una acció executiva per part de Roosevelt, i King va elevar Edwards per sobre de Horne al nou càrrec de COMINCH adjunt i CNO adjunt l'1 d'octubre de 1944. Cooke va substituir Edwards com a cap de gabinet del CNO.
Knox va morir d'un atac de cor el 28 d'abril de 1944, i Roosevelt va nomenar Forrestal com el seu substitut. Com a sotssecretari de la Marina, Forrestal estava familiaritzat amb els assumptes navals i tenia un bon historial en la gestió del programa de contractació de la marina. Va ser confirmat per unanimitat pel Senat, però King i Forrestal es van enfrontar.

##### Vaixells i mà d'obra
La Marina sempre havia pensat en termes de vaixells, però n'hi havia més encarregats que personal per tripular-los. La flota va créixer més ràpid del que s'esperava perquè els plans assumien pèrdues de l'escala de 1942, però en realitat eren moltes menys. Amb la Marina ara dominada per aviadors i submarinistes, l'objectiu més fàcil per a les cancel·lacions de vaixells eren els cuirassats. El maig de 1942, King havia ajornat indefinidament la construcció de cinc, incloent-hi tota la classe Montana, a favor de més portaavions i creuers. King s'havia oposat a la construcció de la classe Montana mentre era a la Junta General, argumentant que eren massa grans per passar pel Canal de Panamà.

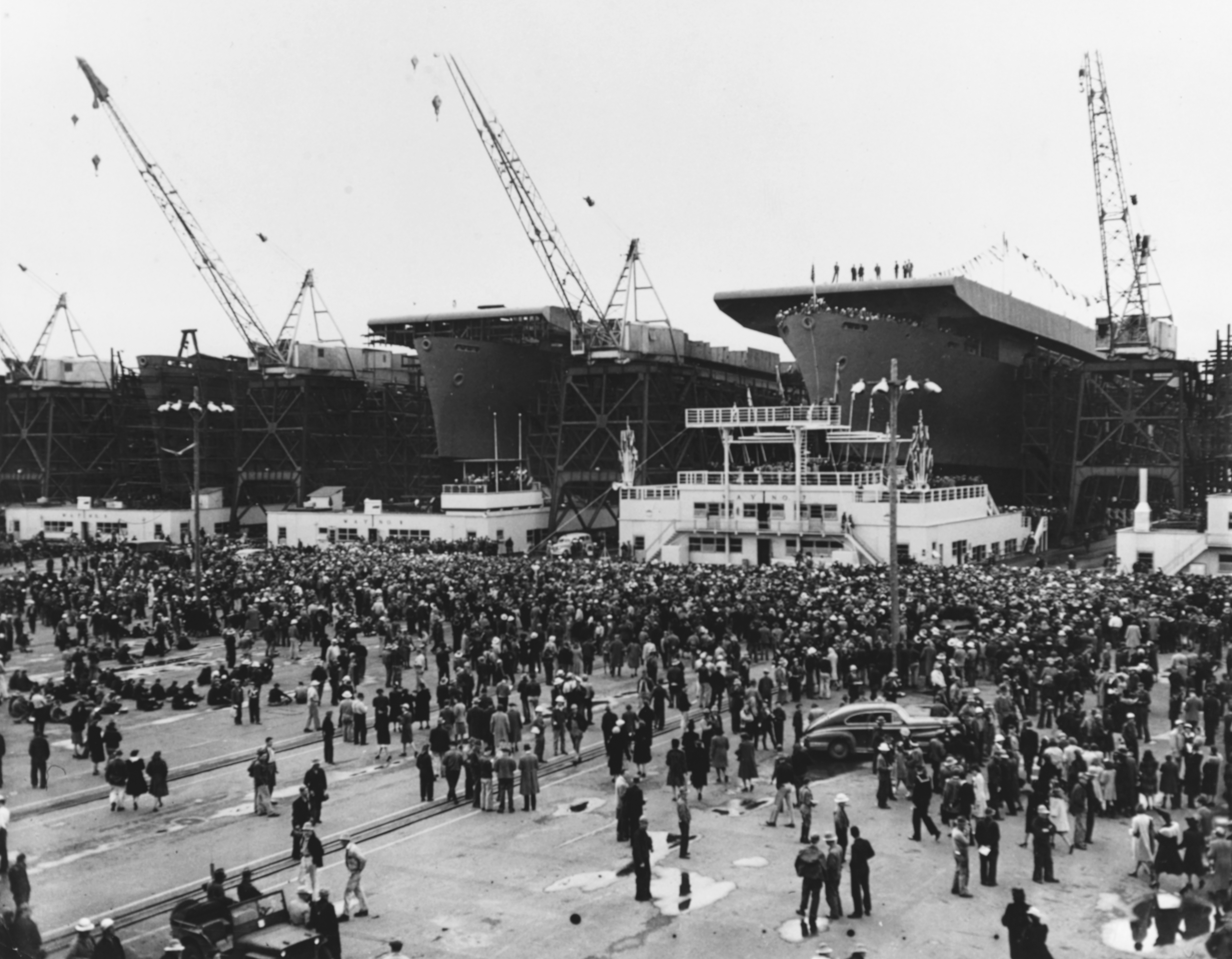
The escort carrier at right, about to be launched at Henry J. Kaiser's shipyard in Vancouver, Washington, on 5 April 1943. Two of her 49 sister ships are under construction at left.

El portaavions d'escorta USS Casablanca, a la dreta, a punt de ser botat a la drassana de Henry J. Kaiser a Vancouver, Washington, el 5 d'abril de 1943. Dos dels seus 49 vaixells germans estan en construcció a l'esquerra.
Els portaavions eren una altra qüestió; King es va oposar fermament a la proposta de Roosevelt a l'agost de 1942 d'ajornar els portaavions de la classe Midway, ja que consumirien massa recursos i era poc probable que es completessin fins després de la guerra. Finalment, Roosevelt els va autoritzar, però la seva previsió va resultar correcta. Tanmateix, King va cedir a Roosevelt pel que fa a la qüestió dels portaavions d'escorta; tot i que creia que res més petit que el portaavions de la classe Essex seria útil a la guerra del Pacífic, va acceptar l'argument de Roosevelt que era important posar en servei nous portaavions ràpidament. El 1943, amb la guerra contra els submarins guanyada, King va cancel·lar 200 dels 1.000 destructors d'escorta encarregats, però va fer marxa enrere i va cancel·lar-ne 200 més quan l'Oficina de Vaixells va protestar.
Al març de 1944, es va estimar que la Marina arribaria al seu sostre de personal a l'agost i necessitaria 340.000 mariners més a finals d'any per als vaixells en construcció, que incloïen nou portaavions de la classe Essex. El 2 de juliol, King va demanar al Conjunt de Caps d'Estat Major que aprovessin un augment de 390.000 homes. L'exèrcit no s'hi va oposar, ja que superava en més de 300.000 el seu propi sostre de personal i necessitava vaixells d'assalt per a la campanya de les Filipines. Es va assenyalar que això agreujaria l'escassetat de mà d'obra nacional i afectaria negativament la indústria de municions, i que podrien ser necessàries mesures dràstiques si l'exèrcit tingués més dificultats de personal, com de fet va passar.

##### Guerra a l'Atlàntic
Vegeu també: Segons temps feliços
Quan es va declarar la guerra a Alemanya, es preveia un atac contra la navegació costanera per part dels submarins, ja que això era el que havia passat a la Primera Guerra Mundial. El 12 de desembre de 1941, el comandant de submarins alemanys, el vizeadmiral Karl Dönitz, va ordenar un atac, amb el nom en clau Operació Paukenschlag ("Repic de tambors"). L'endemà, King va emetre un avís a tots els comandaments de l'Atlàntic d'un imminent atac de submarins alemany. Això no va ocórrer immediatament, perquè els submarins s'havien retirat de l'Atlàntic occidental i es va donar prioritat a les operacions al Mediterrani. Es va fer ús d'aquest descans per establir un camp de mines naval defensiu i erigir xarxes i barreres antisubmarines de protecció als ports. Només els submarins de llarg abast Tipus IX i alguns Tipus VII podien arribar a l'Atlàntic occidental, de manera que només entre sis i vuit submarins estaven estacionats a la costa est entre gener i juny de 1942.

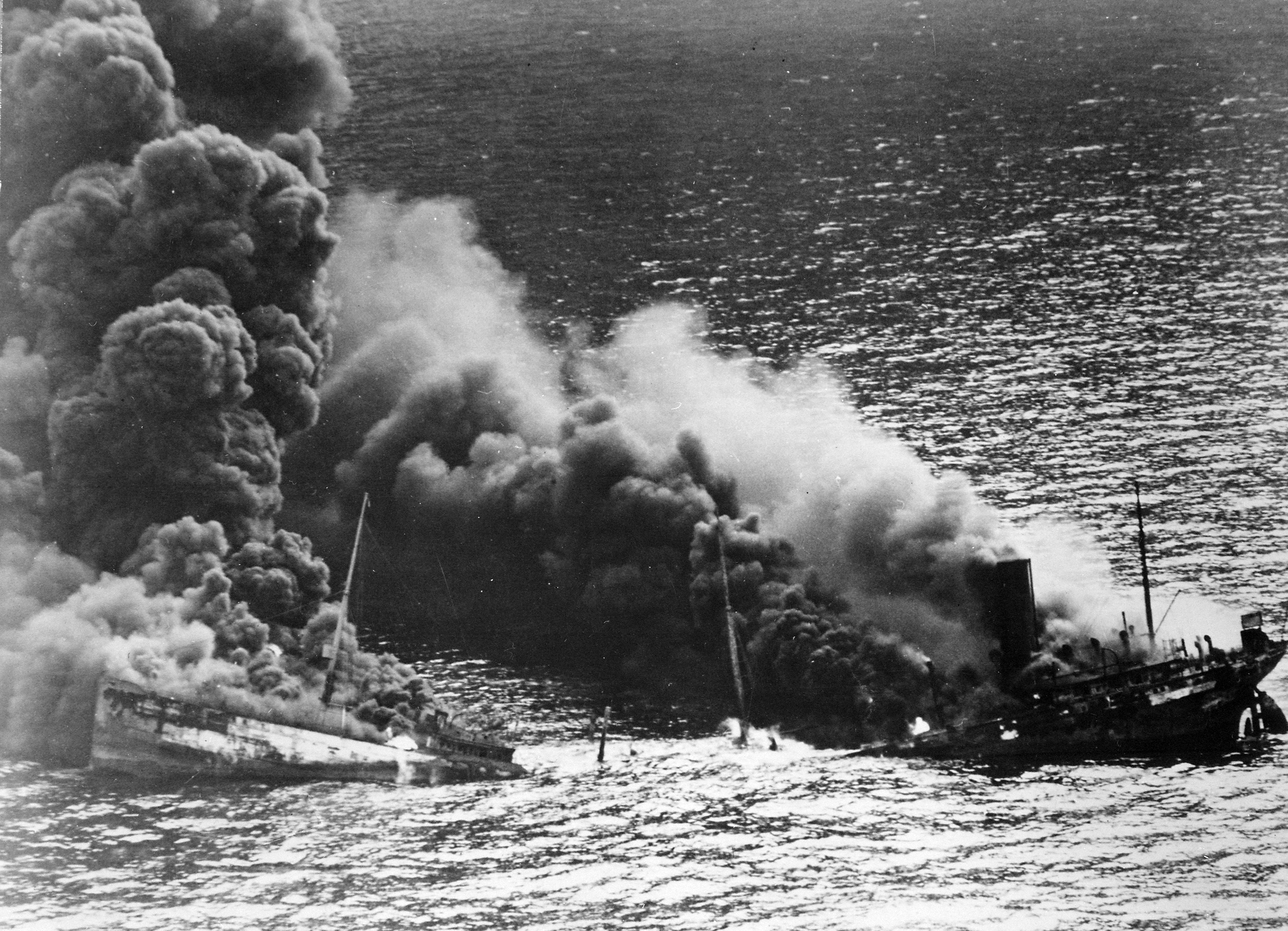
El SS Dixie Arrow va ser torpedinat davant del cap Hatteras pel U-71, el 26 de març de 1942

La carnisseria va començar el 12 de gener, quan un vaixell de vapor britànic va ser enfonsat a 300 milles nàutiques (560 km; 350 mi) de Cape Cod per l'U-123. A finals de mes, els submarins havien enfonsat tretze vaixells amb un total de 95.000 tones de registre brut (270.000  m³). Pocs dels vaixells mercants estaven armats i els que ho estaven no eren rivals per als submarins. Cada submarí portava catorze torpedes, inclosos alguns del nou model elèctric, que no deixava bombolles d'aire al seu pas i tenia un canó de coberta capaç d'enfonsar molts vaixells mercants. No hi va haver cap apagada al litoral, ja que es tractava d'un tema políticament sensible: les ciutats costaneres s'hi van resistir, al·legant la pèrdua d'ingressos turístics. Els llums i els rètols del passeig marítim es van apagar el 18 d'abril de 1942, i l'exèrcit va declarar l'apagada de les ciutats costaneres el 18 de maig. Els alemanys havien trencat els codis americans i britànics i de vegades esperaven. Mentrestant, la Marina alemanya va afegir una roda addicional a les seves màquines Enigma a l'abril i els aliats van perdre la capacitat de desxifrar els seus senyals durant deu mesos.

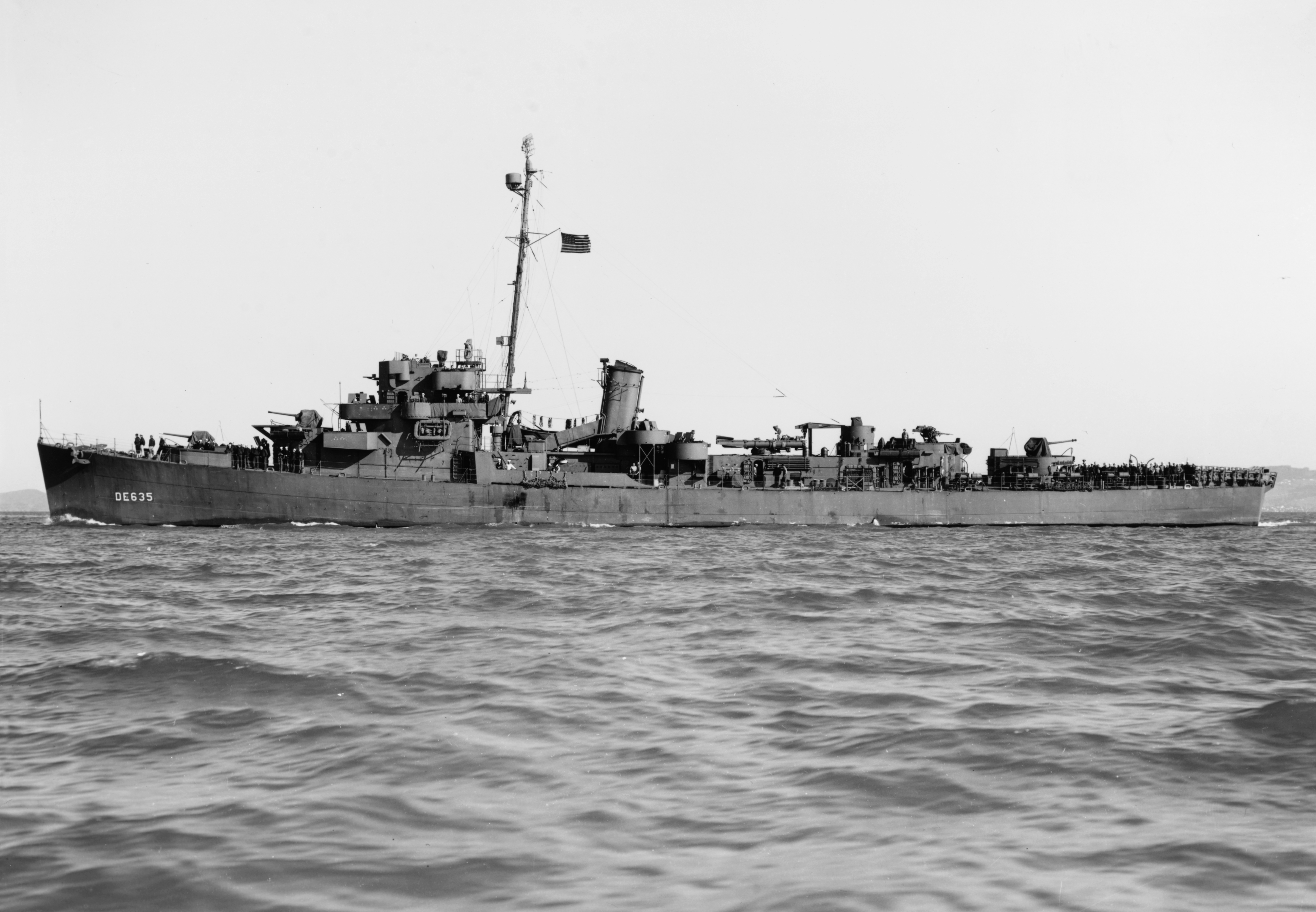
El destructor d'escorta davant de San Francisco el 9 de febrer de 1944

El primer requisit d'una campanya antisubmarina eficaç eren les escortes antisubmarines. El 1940, quan era membre de la Junta General, King havia recomanat copiar el vaixell de la  classe Treasury de 100 m com a escorta antisubmarina. Com a comandant en cap de la Flota Atlàntica, havia pressionat Stark perquè aconseguís aquestes embarcacions, però Stark va respondre que el president no ho aprovava. Roosevelt, que havia participat en el desenvolupament del caçasubmarins, un vaixell molt més petit, durant la Primera Guerra Mundial, creia que les embarcacions petites serien suficients per fer front als submarins, i que es podrien adquirir a l'últim moment, de manera que no calia interferir amb el programa de construcció de vaixells importants. Tot i reconèixer que les embarcacions petites com els caçasubmarins tenien les seves utilitats, King va assenyalar que el servei d'escorta requeria vaixells que poguessin fer front al mal temps i que tinguessin prou tripulants per muntar guàrdies les 24 hores del dia. 
L'escorta ideal era el destructor, però eren necessaris per escortar vaixells de transport de tropes i combois transatlàntics, i protegir els vaixells de guerra de les flotes de l'Atlàntic i el Pacífic. També tenien característiques no necessàries per a l'escorta de combois que alentien el seu ritme de producció. Una versió reduïda d'un destructor, coneguda com a destructor d'escorta, es va desenvolupar específicament per a la guerra antisubmarina que es podia produir en grans quantitats. El primer d'aquests es va encarregar el juliol de 1941, i King en va demanar mil el juny de 1942, però les prioritats més altes per a les llanxes de desembarcament van fer que el primer no es lliurés fins a l'abril de 1943.

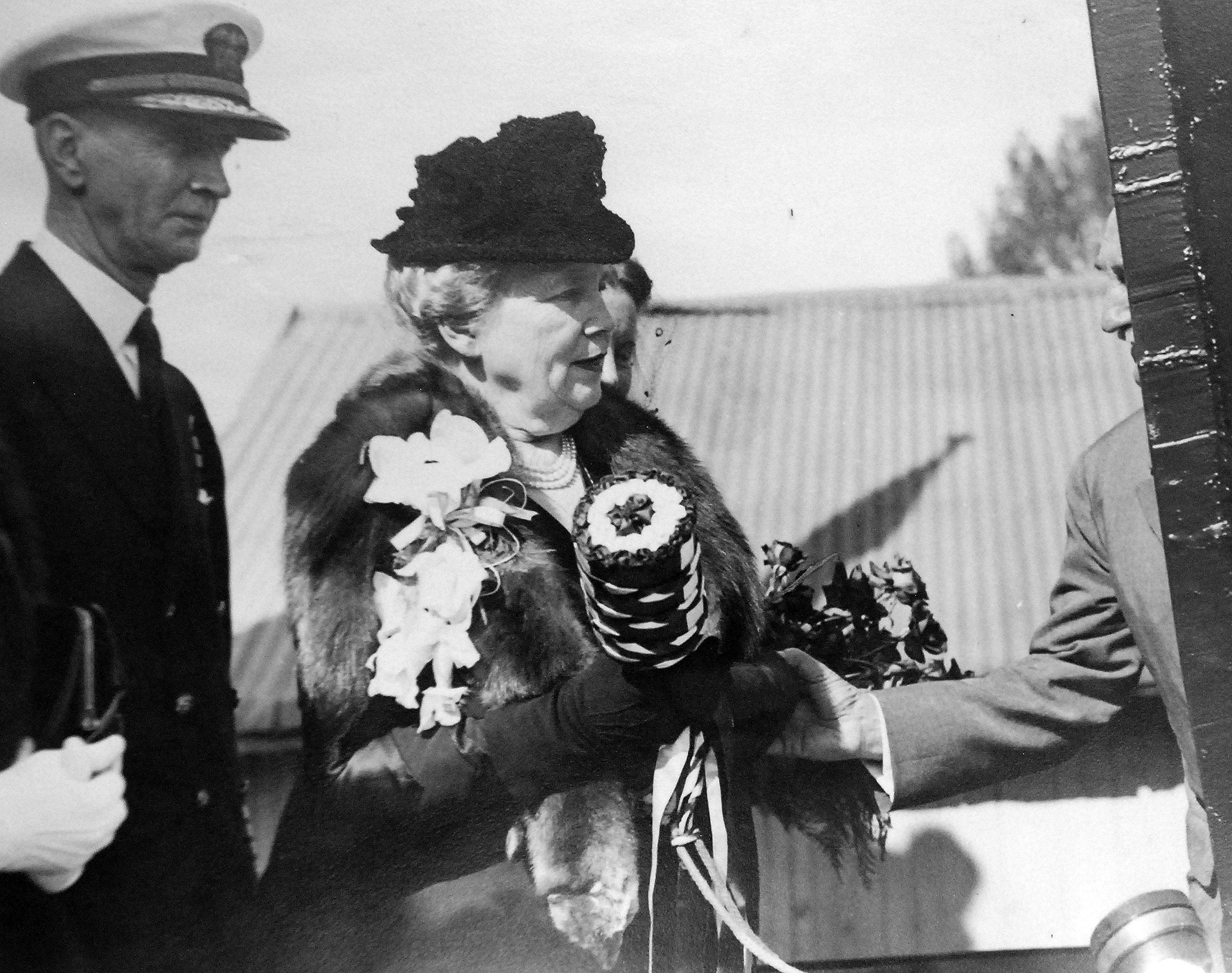
King observa com la Sra. Frank Knox bateja el destructor a la Bath Iron Works, Maine, el 17 de setembre de 1944.

A mesura que les escortes estaven disponibles, es va poder instituir un sistema de combois costaners. King va convocar una junta amb representants de COMINCH, CINCLANT i Sea Frontiers per dissenyar un sistema integral. "L'escorta no és només una manera de gestionar l'amenaça submarina", va opinar King, "és l'única manera que ofereix alguna promesa d'èxit. Les anomenades operacions de caça i patrulla han demostrat ser inútils una vegada i una altra". La junta va informar el 27 de març. El maig de 1942, King va establir un sistema de combois entrellaçats de dia i nit que anava des de Newport, Rhode Island, fins a Key West, Florida, i a l'agost de 1942, l'amenaça submarina per a la navegació a les aigües costaneres dels Estats Units havia estat continguda. El mateix efecte es va produir quan els combois es van estendre fins al Carib.
A mesura que passava el temps, King va anar assumint gradualment més control sobre la campanya antisubmarina. Va designar Edwards com a coordinador antisubmarina, i el maig de 1942 va transferir la Secció de Combois i Encaminament de l'oficina del CNO a l'oficina del COMINCH. Es va establir una unitat de guerra antisubmarina com a part de l'estat major del COMINCH. Això va conduir a l'establiment del Grup de Recerca d'Operacions de Guerra Antisubmarina, que va dur a terme investigacions operatives en cooperació amb els científics del Comitè de Recerca de Defensa Nacional. També va establir, seguint el consell dels oficials de la Royal Navy, un centre d'intel·ligència operativa (OIC) que rastrejava els moviments dels submarins i proporcionava avisos a la marina mercant. El 20 de maig de 1943, va crear la Desena Flota, sota el seu propi comandament, per coordinar la campanya antisubmarina. Entre juliol de 1942 i maig de 1943, els submarins alemanys i italians van enfonsar 780 vaixells mercants amb un total de 4,5 milions de tones de registre brut (13.000.000 m³), però els vaixells es construïen més ràpid del que els submarins podien enfonsar-los. En el mateix període, es van enfonsar una mitjana mensual de 13 submarins, en comparació amb els 18 o 23 que es construïen cada mes.

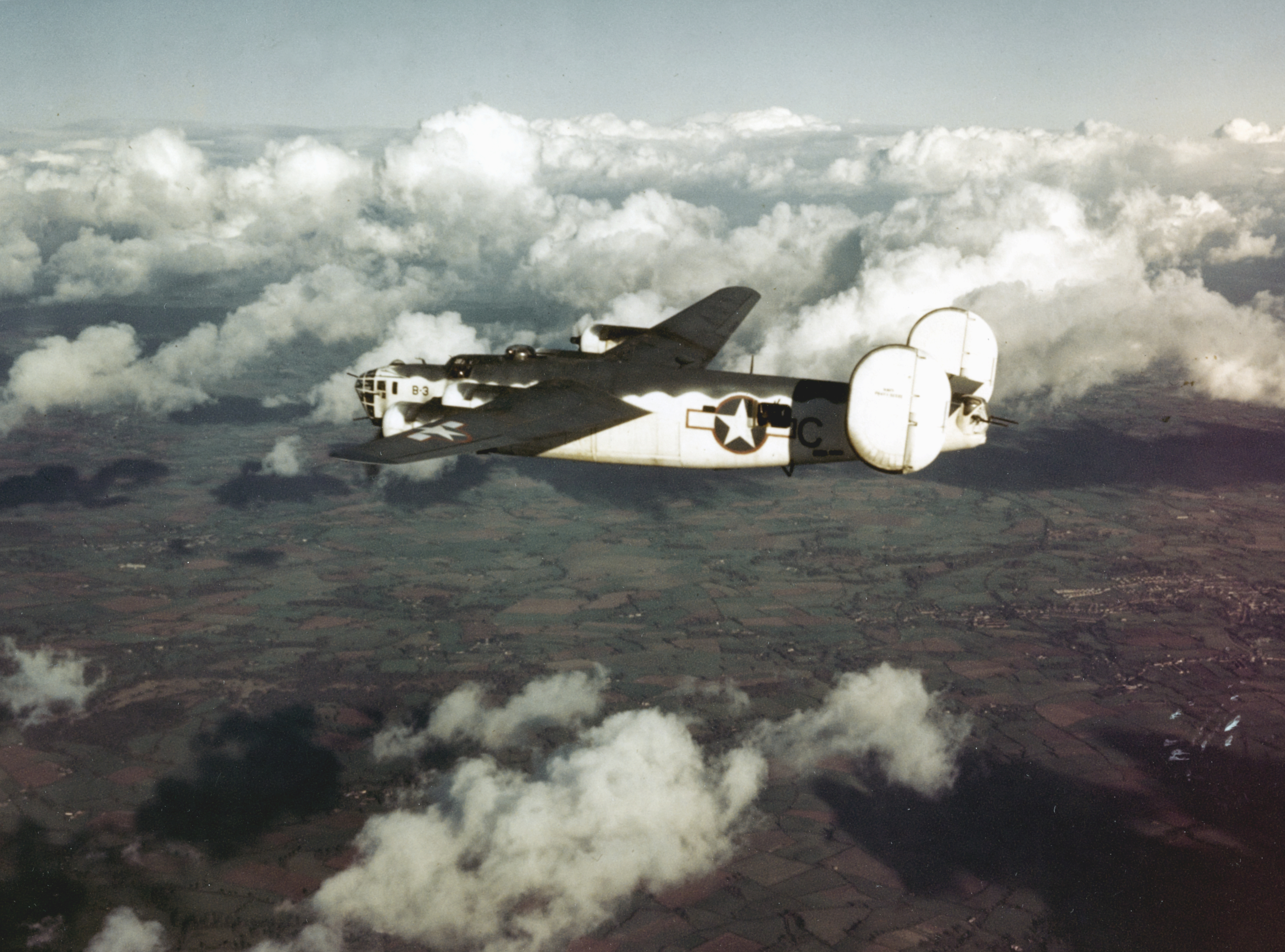
Un Consolidated PB4Y-1 Liberator de la Marina dels Estats Units de l'Esquadró de Bombardeig 103 (VB-103) de camí al Golf de Biscaia a l'estiu de 1943

Una altra resposta a l'amenaça dels submarins eren els avions de patrulla marítima de llarg abast. Això es complicava per les disputes entre serveis pel comandament i el control. Els avions pertanyien al Comandament Antisubmarí de les Forces Aèries de l'Exèrcit, però la missió era de la Marina, i hi havia diferències de doctrina entre els dos. Arnold es va resistir a assignar avions al control operatiu dels comandants de la frontera marítima, i King va rebutjar una proposta de posar tots els actius aeris, de l'Exèrcit i de la Marina, sota les Forces Aèries de l'Exèrcit. En canvi, Marshall va acceptar transferir l'avió de llarg abast B-24 Liberator a la Marina. Arnold i el secretari de Guerra Henry L. Stimson estaven preocupats per això i van buscar garanties que la Marina no buscava un paper en el bombardeig estratègic. Es va negociar un acord acceptable i els avions van ser transferits l'1 de setembre de 1943, excepte alguns al Regne Unit, que van seguir al novembre.
King va donar prioritat a la construcció de vaixells de guerra sobre la de vaixells mercants. El JCS va aprovar 2,8 milions de tones de registre brut (7.900.000 m³ ) de nous vaixells Liberty per al 1943 amb la condició que no interferissin amb la construcció de vaixells de guerra. El programa de construcció de vaixells mercants només va tirar endavant perquè la capacitat industrial va augmentar fins al punt que això va ser possible. La JCS va rebutjar nous augments en els vaixells mercants perquè l'acer era escàs. També hi havia una escassetat crítica de cautxú, que l'exèrcit necessitava per a pneumàtics de camions i erugues de tancs, i gasolina d'aviació d'alt octanatge, que les Forces Aèries de l'Exèrcit necessitaven per als seus avions. King va estar d'acord amb els plans del Consell de Producció de Guerra de donar prioritat a la producció de cautxú sintètic, però va rebutjar les propostes per augmentar la prioritat de la producció de gasolina d'aviació amb l'argument que interferiria amb el programa d'escorta de destructors.

#### Guerra a Europa
D'acord amb l'estratègia acordada d'"Alemanya primer", el Conjunt de Caps d'Estat Major va proposar construir una força de 48 divisions al Regne Unit (Operació Bolero) per a un desembarcament a França el 1943 (Operació Roundup). Els planificadors de l'exèrcit dels Estats Units es van adonar que els aliats occidentals no tenien els recursos per desafiar Alemanya per terra i que la major part dels combats els hauria de dur a terme la Unió Soviètica. Per tant, mantenir la Unió Soviètica a la guerra era crucial. Si l'URSS semblava que estava a punt de col·lapsar, es faria un desembarcament d'emergència a França el 1942 (Operació Sledgehammer).

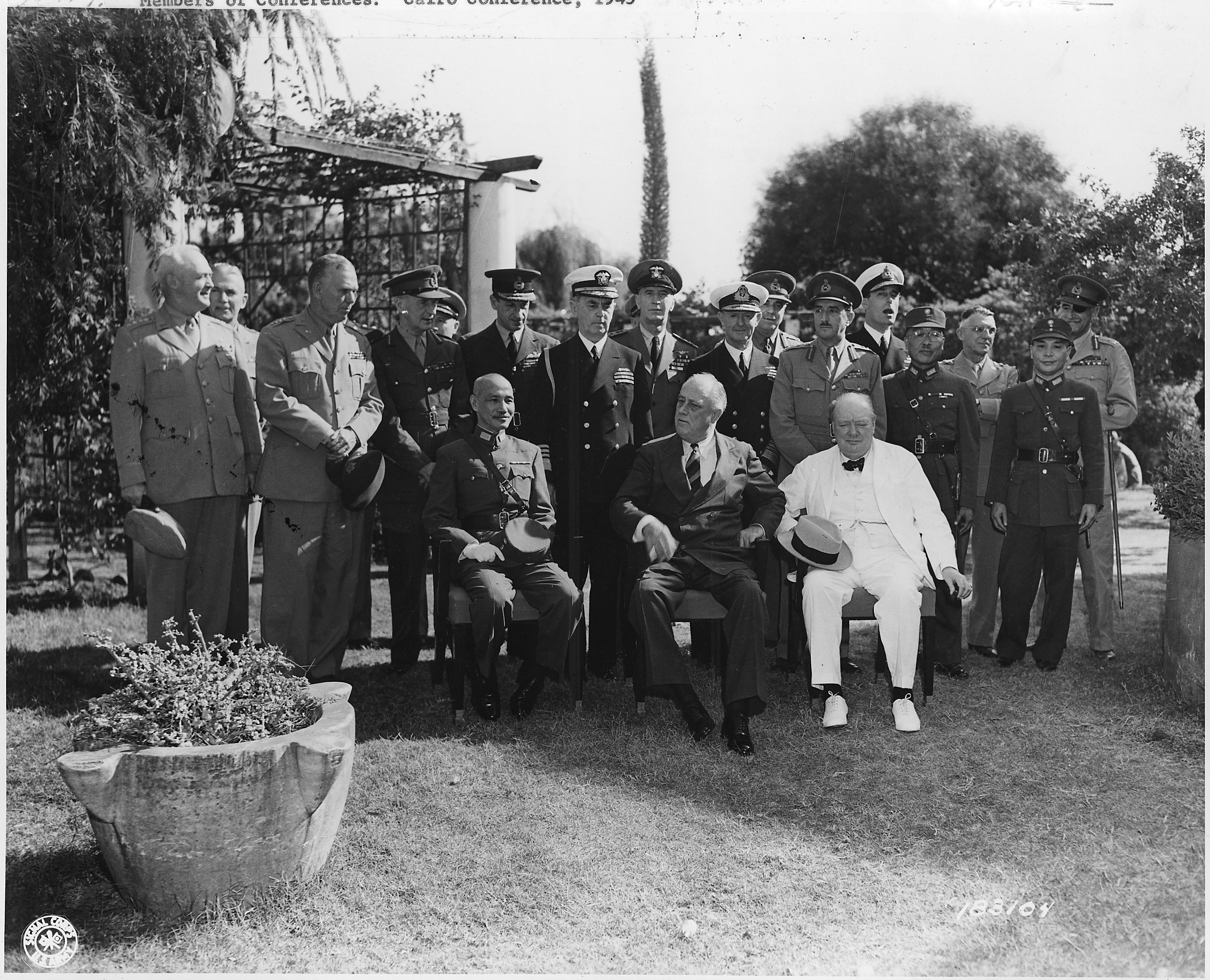
Conferència del Caire al novembre de 1943. El rei dóna suport a Roosevelt

Els caps britànics van rebutjar Sledgehammer i, en canvi, van proposar una invasió del nord d'Àfrica francès (Operació Gimnàstica). Els planificadors de l'exèrcit dels Estats Units, liderats pel major general Dwight D. Eisenhower, cap de la Divisió de Plans de Guerra, van concloure que la següent millor manera d'ajudar els soviètics era una ofensiva contra el Japó al Pacífic, que impediria que l'exèrcit japonès de Kwantung a Manxúria ataqués la Unió Soviètica a Sibèria. King va estar d'acord amb aquesta proposta; no veia cap valor en deixar recursos inactius a l'Atlàntic quan es podien utilitzar al Pacífic, especialment quan "era dubtós quan, si és que mai, els britànics consentirien a una operació a través del Canal de la Mànega". Roosevelt no hi va estar d'acord i va ordenar a l'Estat Major Conjunt que duguessin a terme l'Operació Gimnàstica.
Els vaixells de desembarcament i les llanxes de desembarcament van gaudir de la màxima prioritat per a la construcció el 1942, però després de l'abandonament del Sledgehammer i el Roundup, King va desviar molts d'ells cap al Pacífic. A la Primera Conferència de Quebec el setembre de 1943, King va prometre proporcionar 110 LST, 58 LCI, 146 LCT, 250 LCM i 470 LCVP per a l'operació Overlord, la invasió de França el 1944. Quan el pla Overlord es va ampliar a cinc divisions a principis de 1944, això no va ser suficient. També hi va haver una discrepància entre els càlculs britànics i americans de la capacitat dels vaixells de desembarcament i les llanxes de desembarcament disponibles.

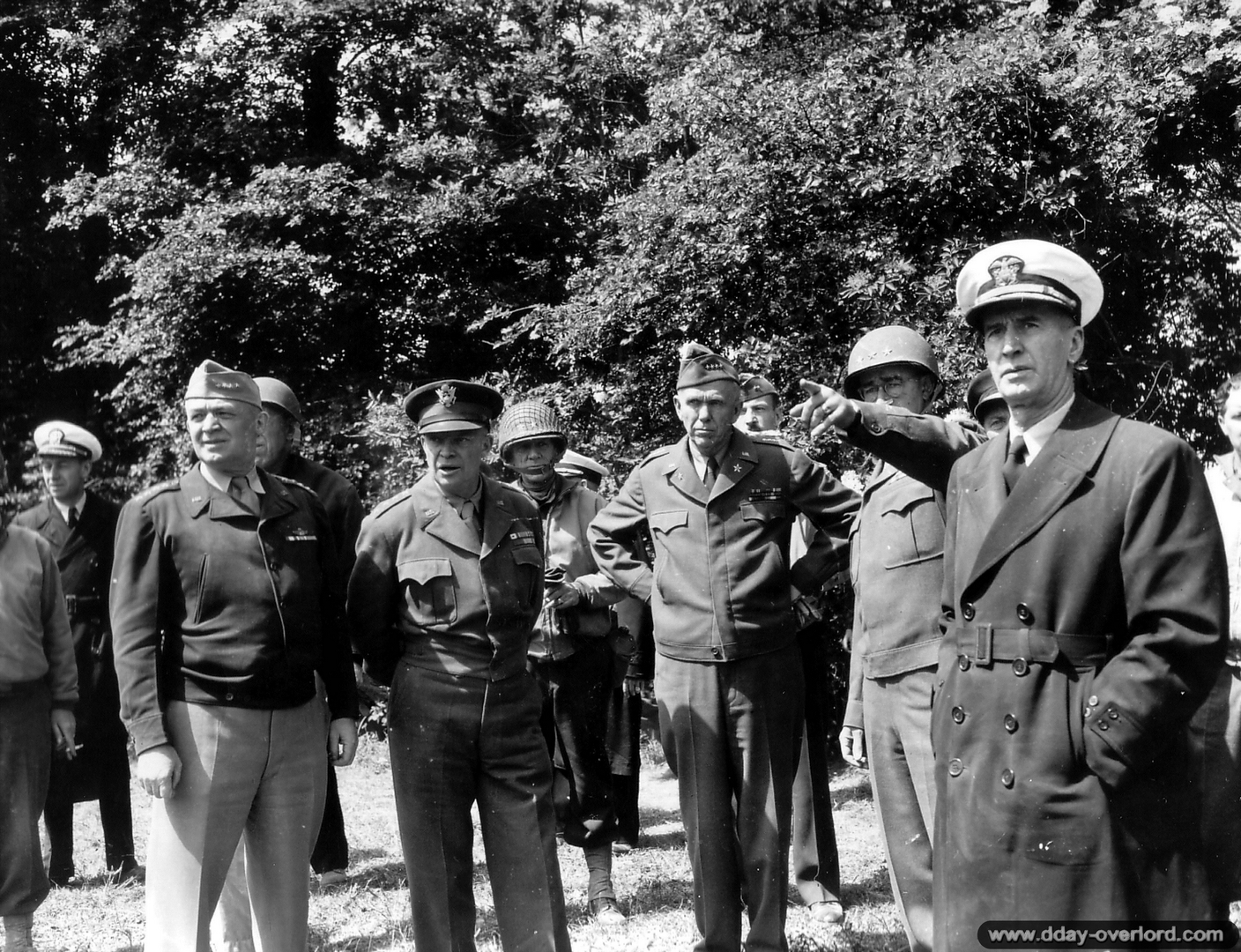
Amb (d'esquerra a dreta) Henry H. Arnold, Dwight D. Eisenhower, George C. Marshall i Omar N. Bradley Normandia, el 12 de juny de 1944

Marshall va enviar el major general John E. Hull i King va enviar Cooke a Europa, on es van reunir amb els contraalmiralls Alan G. Kirk, el comandant de la Força de Tasques Naval Occidental (Força de Tasques 122) i John L. Hall Jr., el comandant de la XI Força Amfíbia. Junts van resoldre els problemes relacionats amb la capacitat de càrrega i la disponibilitat de llanxes de desembarcament, i Eisenhower va ajornar l'operació Anvil, el desembarcament al sud de França, permetent que es desprenguessin més vaixells amfibis del Mediterrani. Finalment, King va proporcionar 168 LST, 124 LCI, 247 LCT, 216 LCM i 1.089 LCVP per a Overlord. Hall va aprofitar l'oportunitat per pressionar per obtenir més vaixells de suport de foc naval. King havia assumit que la Royal Navy el proporcionaria, però la Royal Navy mantenia una força important en reserva amb la Home Fleet en cas que la Marina alemanya sortís. King va enviar els cuirassats USS Nevada, Texas i Arkansas i un esquadró de destructors.

#### Guerra al Pacífic
King va liderar el desenvolupament d'una estratègia per a la guerra al Pacífic. Després de la derrota del Japó a la batalla de Midway el juny de 1942, King va proposar una operació a les illes Salomó. Després d'alguna discussió sobre els acords de comandament, Marshall va suggerir traslladar la frontera de la Zona del Pacífic Sud-oest per transferir el sud de les Illes Salomó a la Zona del Pacífic Sud. Els dos comandants del teatre d'operacions, el general Douglas MacArthur i el vicealmirall Robert L. Ghormley, van expressar dubtes sobre l'operació, però King ordenà a Nimitz perquè procedís.  Els marines van desembarcar amb èxit a Guadalcanal el 7 d'agost, però la nit del 8/9 d'agost els Estats Units i la Royal Australian Navy van patir una severa derrota a la batalla de l'illa de Savo, perdent quatre creuers. King va intentar amagar la notícia del desastre.
A mesura que la situació al Pacífic Sud anava de mal en pitjor, King va intentar que Marshall i Arnold proporcionessin recursos addicionals, però la seva prioritat era l'operació Torxa, el desembarcament al nord-oest d'Àfrica. Al final, Roosevelt va ordenar a l'Estat Major Conjunt que mantingués Guadalcanal. El 16 d'octubre, King va accedir a la petició de Nimitz de rellevar Ghormley i substituir-lo pel vicealmirall William F. Halsey. Un lideratge més agressiu va donar resultats, però a un preu: a la batalla de les Illes de Santa Cruz el 26 d'octubre, el portaavions USS Enterprise va patir danys i l'USS Hornet va ser enfonsat. La situació va canviar gradualment al novembre a mesura que arribaven reforços, tot i que els combats a Guadalcanal van continuar fins al 8 de febrer de 1943.

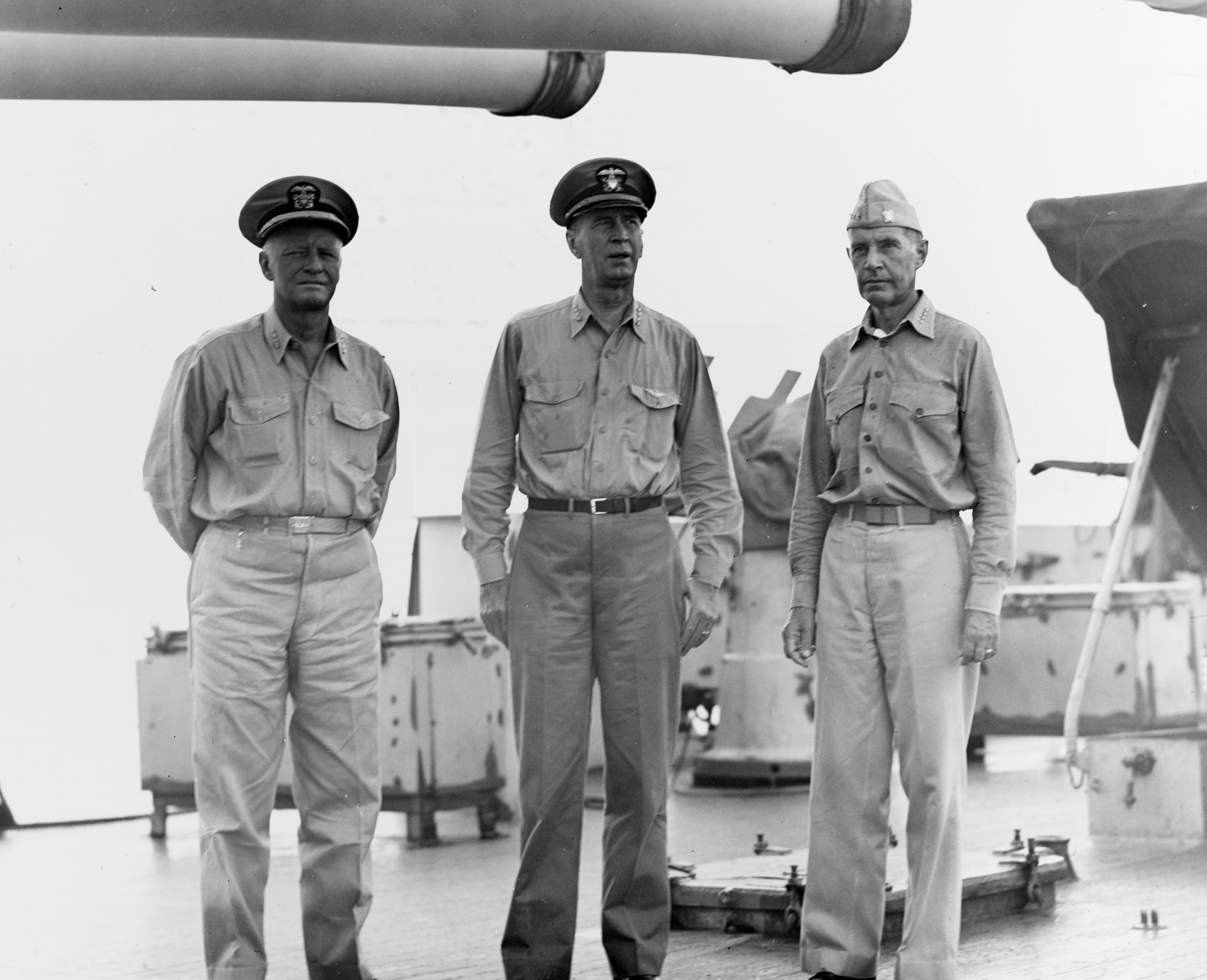
King (centre) amb els almiralls Chester W. Nimitz (esquerra) i Raymond A. Spruance (dreta) al vaixell insígnia d'aquest últim, l', el 18 de juliol de 1944

En nom del JCS, King va liderar la formulació de l'estratègia per a la guerra del Pacífic. El març de 1943, va reunir representants de l'Àrea del Pacífic Sud, l'Àrea del Pacífic Central i l'Àrea del Pacífic Sud-oest per a la Conferència Militar del Pacífic, que va decidir les tasques per al 1943. El 25 de setembre de 1943, King va viatjar a Pearl Harbor per a la seva primera reunió amb Nimitz allà. El primer punt de l'ordre del dia va ser l'operació Galvanic, la campanya per capturar l'atol de Tarawa i Nauru. L'almirall Raymond A. Spruance, el comandant de la Cinquena Flota, va sorprendre King amb un document del comandant del V Cos Amfibi, el major general Holland M. Smith, que argumentava que Nauru estava massa ben defensat. Smith i Spruance van recomanar capturar l'atol de Makin. King es va mostrar reticent a fer-ho, però finalment va acceptar i va aconseguir el consentiment dels altres Caps d'Estat Major Conjunt.
King també es va reunir amb el contraalmirall Charles A. Lockwood, el comandant dels submarins de la Flota del Pacífic. Lockwood va explicar a King els problemes que els submarinistes tenien amb el torpede Mark 14, que tenia explosius magnètics i de contacte. Les proves que havia dut a terme recentment havien confirmat els informes dels capitans del submarí que cap dels explosius funcionava correctament, i va aconseguir el permís de King per modificar els torpedes a Pearl Harbor en lloc d'esperar que el Bureau of Ordnance proporcionés solucions. King va plantejar la possibilitat de promoure Lockwood a vicealmirall. Quan Nimitz no va donar a Lockwood un ascens puntual, King va fer que Lockwood fos ascendit quan va tornar a Washington, DC. King havia quedat impressionat pels torpedes elèctrics alemanys G7e, alguns dels quals havien estat recuperats després d'arribar a terra, i va impulsar el Bureau of Ordnance a desenvolupar un torpede elèctric. El resultat va ser el torpede Mark 18, però va estar afectat per molts problemes de desenvolupament i producció.
Després de la campanya de les Illes Gilbert i Marshall, King va considerar la captura de les Illes Marianes, Palau i Truk, amb l'objectiu final de la Xina, que estava retenint la major part de l'exèrcit japonès, i des d'on King esperava que es llançaria l'assalt final al Japó. King va pressionar per la captura de les Illes Marianes, que podrien servir tant com a base naval a banda i banda de les comunicacions japoneses com a base per al bombardeig aeri de les illes japoneses pels bombarders de llarg abast Boeing B-29 Superfortress de l'exèrcit. Una qüestió estratègica important a finals de 1944 va ser si després de la captura de les Marianes s'havia d'assalt a Luzon o Formosa.  King estava a favor de Formosa, però finalment es va convèncer que era preferible el pla de Nimitz i MacArthur de prendre Luzon seguida d'Okinawa.
King va emfatitzar les prioritats estratègiques globals per assegurar la pau sostenible a Europa mentre establia la seqüència de prioritats per a la victòria final a Àsia. Una vegada es va queixar que el Pacífic mereixia el 30% dels recursos aliats, però només rebia el 15%. La seva defensa de l'ús dels exèrcits soviètic i xinès per derrotar l'Eix Tripartit també va alterar els debats políticament carregats dins dels Caps d'Estat Major Combinats i Conjunts. A la Conferència del Caire de 1943, va ser acusat pel  mariscal de camp britànic Sir Alan Brooke d'afavorir la guerra del Pacífic, i la discussió es va acalorar. El combatiu tinent general Joseph Stilwell va escriure: "Brooke es va posar desagradable i King es va enfadar molt. King gairebé va pujar per sobre de la taula a Brooke. Déu meu, estava boig. Tant de bo l'hagués fotut una hòstia!".  Una de les filles de King va dir del seu pare: "és la persona més equanim de la Marina dels Estats Units. Sempre està enfadat". L'atenció de King a la Xina va alterar les deliberacions sobre la seqüència de prioritats a la Campanya del Pacífic, cosa que va frustrar encara més Nimitz en les relacions amb MacArthur, entre altres comandants aliats. King va donar poder al contraalmirall temporal Milton E. Miles per actuar com la seva autoritat personal a la Xina, cosa que va alterar les relacions transatlàntiques als nivells més alts del comandament aliat.

#### Relacions amb els britànics

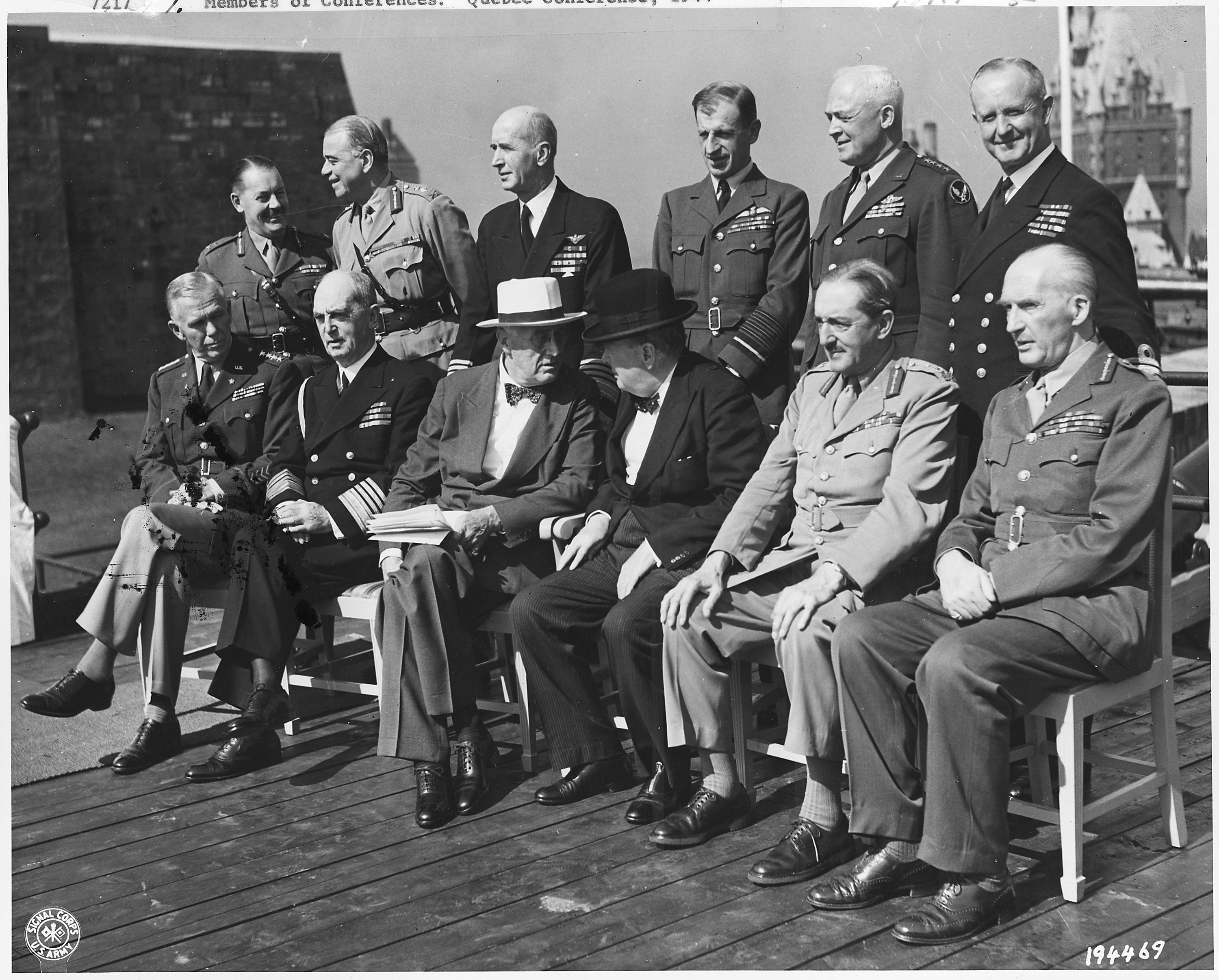
King es troba darrere de Roosevelt a la Conferència de l'Octògon a Quebec el setembre de 1944.

El desplegament d'una flota britànica al Pacífic va ser una qüestió política. Els caps d'estat major britànics van imposar la mesura a Churchill, no només per restablir la presència britànica a la regió, sinó per mitigar qualsevol impressió als Estats Units que els britànics no feien res per ajudar a derrotar el Japó. A la Conferència de l'Octògon a Quebec el setembre de 1944, King va insistir que les operacions navals contra el Japó continuaven centrades en els objectius bèl·lics finals d'estabilització a Europa i Àsia. Es va resistir als esforços per barrejar forces navals britàniques i americanes, cosa que va fer que alguns historiadors presentessin King com a persona que patia anglofòbia. Aquesta caracterització no va reflectir la comprensió històrica i el compromís més profund que King va demostrar com a estrateg que buscava guanyar el més ràpidament i eficientment possible en la guerra global al mar.
King va citar les dificultats logístiques i tècniques per mantenir les forces navals britàniques al Pacífic, detalls que coneixia íntimament com a antic capità de portaavions. La Royal Navy estava dissenyada per a operacions de curt abast en un clima fred; al Pacífic necessitaria la seva pròpia munició i vaixells de càrrega refrigerats. Fins i tot els avions subministrats pels Estats Units no es podien utilitzar sense modificar. Roosevelt i Leahy el van rebutjar, i el Conjunt de Caps d'Estat Major va acceptar l'oferta britànica sempre que la flota fos totalment autosuficient. Malgrat les reserves de King, la Flota Britànica del Pacífic es va comportar bé contra el Japó durant els darrers mesos de la guerra. Les preocupacions de King sobre la logística eren vàlides, i la Flota Britànica del Pacífic no era completament autosuficient.
Com la majoria dels nord-americans, King s'oposava a les operacions que ajudarien els britànics, francesos i holandesos a recuperar les seves possessions d'ultramar d'abans de la guerra al sud-est asiàtic. Although Tot i que sovint se'l qualificava d'anglòfob, King estava orgullós de la seva ascendència britànica, gaudia de les seves visites al Regne Unit i establia bones relacions amb molts dels seus col·legues britànics. Quan un oficial de la Royal Air Force es va queixar que King era antibritànic, el mariscal de camp Sir John Dill va dir que King era proamericà en lloc d'antibritànic. Quan Dill era a l'hospital, King el visitava cada dia.
Quan l'almirall Sir James Somerville va ser nomenat cap de la delegació naval britànica a Washington, DC, a l'octubre de 1944, va aconseguir —per a sorpresa de gairebé tothom— entendre's molt bé amb King, notòriament abrasiu i antibritànic.  El general Hastings Ismay va descriure King com:
| « | ... dur com un clau i es comportava tan rígid com una atiza. Era directe i distant, gairebé fins al punt de la grolleria. Al principi, era intolerant i sospitava de tot allò britànic, especialment de la Royal Navy; però era gairebé igualment intolerant i sospitava de l'exèrcit americà. La guerra contra el Japó era el problema al qual havia dedicat l'estudi de tota la vida, i li molestava la idea que els recursos americans s'utilitzessin per a qualsevol altre propòsit que no fos destruir els japonesos. Desconfiava del poder de defensa de Churchill i estava preocupat que pogués convèncer el president Roosevelt perquè descuidés la guerra del Pacífic... A mesura que tots ens coneixíem millor, King es va suavitzar i es va tornar molt més amable. L'última vegada que el vaig veure va ser en un gran sopar oficial a Potsdam el juliol de 1945 quan, per a la meva sorpresa, va proposar la meva salut en termes molt afalagadors. Estava tan orgullós com un subaltern de rebre la seva primera menció en els despatxos.7 | » |

El 18 març de 1942 va ser nomenat Cap d'Operacions Navals, rellevant a l'Almirall Stark. Ha estat l'únic en tenir aquest comandament combinat. El 17 de desembre de 1944 va ser promogut al recentment creat rang d'Almirall de la Flota. Es retirà el 5 de desembre de 1945, però el 1950 va ser cridat com a conseller pel Secretari de la Marina.
Després de retirar-se, King va viure a Washington DC. Als primers temps del seu retir va estar actiu, però patí un infart el 1947, i posteriors malalties cardíaques el van obligar a estar-se en hospitals navals. Va morir d'un atac de cor a Kittery el 26 de juny de 1956, sent enterrat al Cementiri de l'Acadèmia Naval dels Estats Units a Annapolis, Maryland.

### Jubilació i mort
El 14 de desembre de 1944, el Congrés va aprovar una legislació que creava els rangs de cinc estrelles d'Almirall de la Flota i de General de l'Exèrcit. Cada servei estava autoritzat a tenir fins a quatre oficials de rang de cinc estrelles. Leahy va ser ascendit a almirall de flota el 15 de desembre, i Marshall, King, MacArthur, Nimitz, Eisenhower i Arnold el van seguir en dies successius. Quan King va ser ascendit el 17 de desembre, es va convertir en el segon dels quatre homes de la Marina dels Estats Units a tenir el rang d'almirall de flota i el tercer oficial més alt de l'exèrcit dels Estats Units.

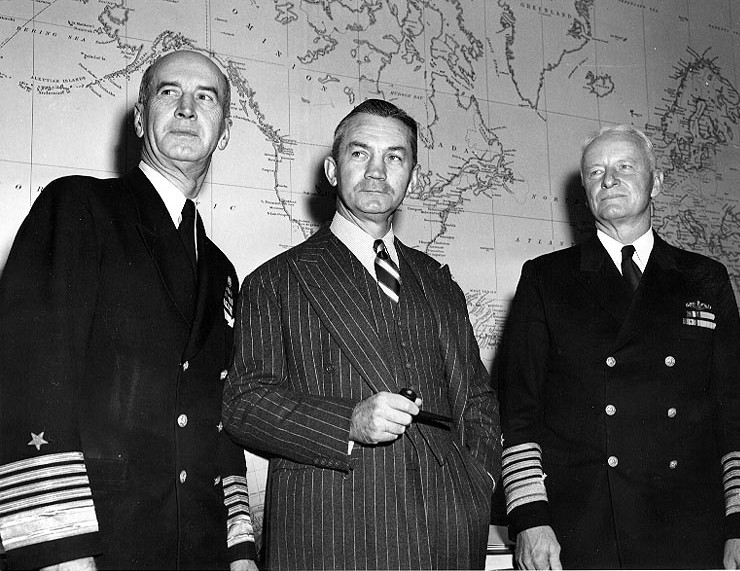
King, Forrestal i Nimitz el 21 de novembre de 1945

L'Ordre Executiva 9635 del president Harry S. Truman, del 29 de setembre de 1945, va revocar les Ordres Executives 8984 i 9096 i va restaurar la primacia del Secretari de la Marina i del CNO. El càrrec de COMINCH va ser abolit el 10 d'octubre. El desig de King era que Nimitz el succeís com a CNO, però Forrestal volia Edwards. King va forçar la qüestió escrivint a Truman a través de Forrestal. Truman va acceptar el nomenament de Nimitz, Forrestal va afirmar la seva autoritat limitant el mandat de Nimitz a dos anys en lloc dels quatre habituals, i fent el canvi de comandament abans del que King volia.
Tot i que King va deixar el servei actiu el 15 de desembre de 1945 després de 44 anys de servei, oficialment va romandre a la Marina, ja que els oficials de cinc estrelles rebien una paga de servei actiu de per vida. El sou de tots els oficials de bandera va ser el mateix fins al 1955, quan el Congrés va augmentar el dels vicealmiralls i almiralls, però el dels oficials de cinc estrelles va romandre igual. Tampoc es va augmentar durant els augments salarials posteriors, i després de la seva mort les vídues dels oficials de cinc estrelles rebien una pensió basada en el rang de contraalmirall.

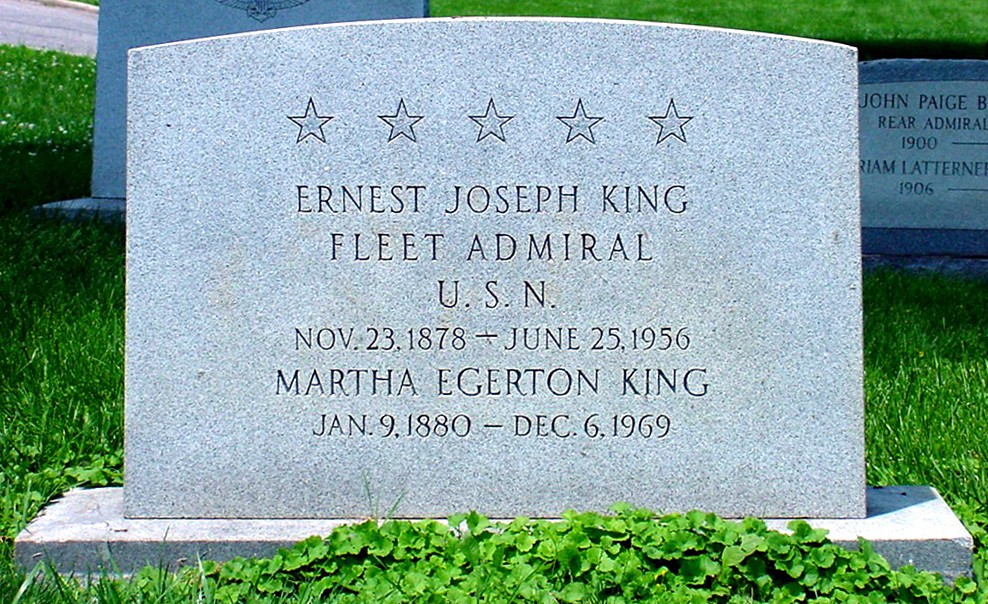
La tomba de l'almirall King

Jubilat, King va viure a Washington DC. Va ser actiu en els primers anys posteriors a la jubilació, exercint com a president de la Fundació Històrica Naval de 1946 a 1949, i va escriure el pròleg i va ajudar en l'escriptura de "Battle Stations! Your Navy In Action", un llibre d'història fotogràfica que descriu les operacions de la Marina dels Estats Units a la Segona Guerra Mundial que es va publicar el 1946. Amb Walter Muir Whitehill, va coescriure una autobiografia (en tercera persona), "Fleet Admiral King: A Naval Record", que es va publicar el 1952.
King va patir un ictus debilitant a l'agost de 1947, i la posterior mala salut finalment el va obligar a romandre en hospitals navals a Bethesda, Maryland, i a la drassana naval de Portsmouth a Kittery, Maine.  King va morir d'un atac de cor a Kittery el 25 de juny de 1956, als 77 anys. El seu cos va ser traslladat a Washington, DC, i després de ser vetllat a la Catedral Nacional, King va ser enterrat al cementiri de l'Acadèmia Naval dels Estats Units a Annapolis, Maryland. La seva dona Mattie va ser enterrada al seu costat el 1969. Els seus papers es troben a la Biblioteca Nimitz de l'Acadèmia Naval dels Estats Units.

## Anàlisi
King era molt intel·ligent i extremadament capaç, però aixecava controvèrsia. Alguns el consideren entre els grans almiralls del segle xx, mentre que d'altres senyalen el fet que mai no comandà vaixells ni flotes al mar en temps de guerra, a més que la seva anglofòbia el portà a prendre decisions que van costar moltes vides aliades. Era considerat rude, i molts oficials que van servir a les seves ordres el van odiar.
 Era... potser el líder aliat més odiat de tota la II Guerra Mundial només el Mariscal britànic Montgomery podia tenir més enemics. A King li encantaven les festes i sovint bevia en excés. Aparentment, reservava el seu encant per a les esposes dels seus companys oficials. A la feina, sempre semblava enfadat o preocupat

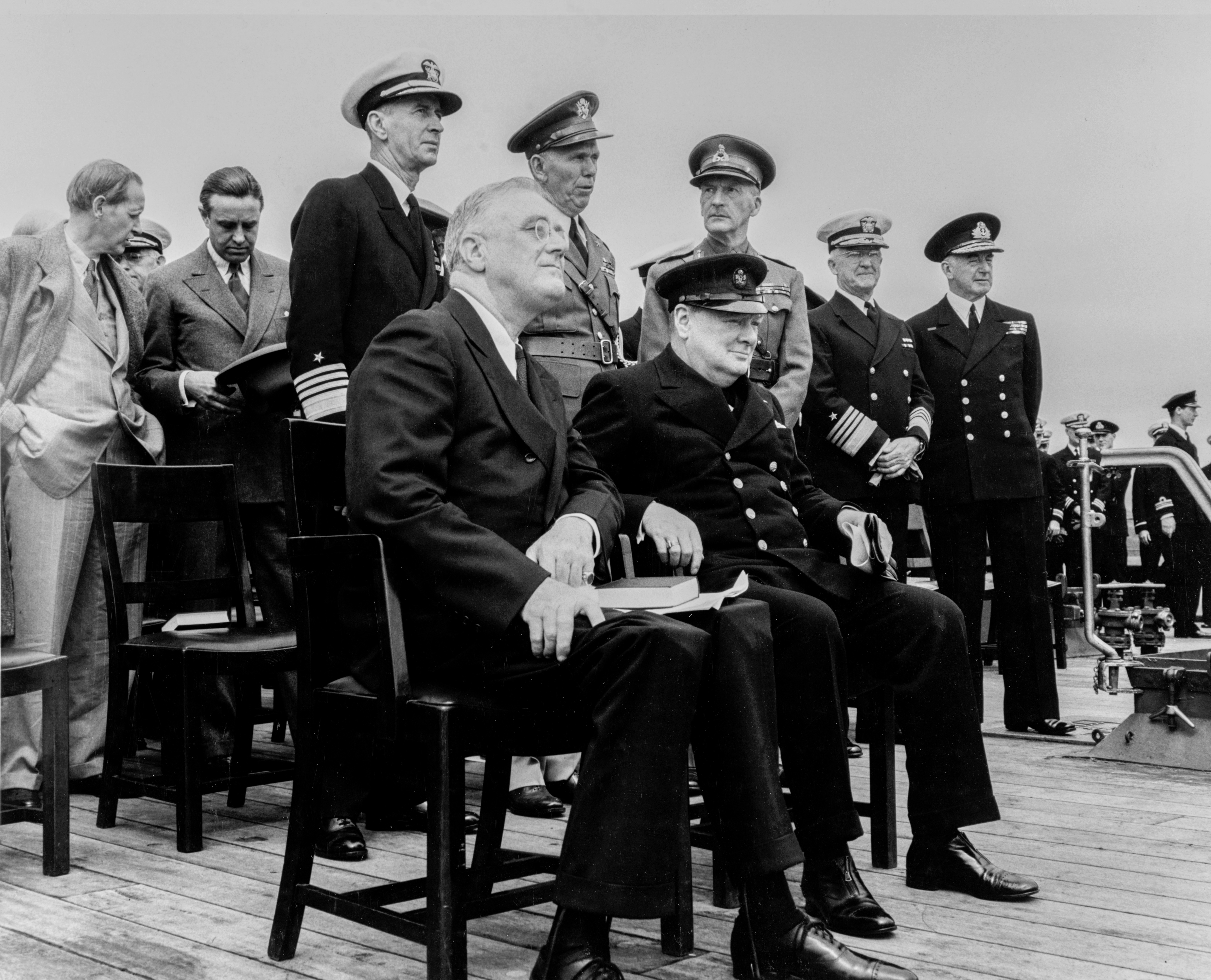
L'Almirall King a la Conferència de l'Atlàntic al 1941

### Resposta a l'Operació "Repic de Timbals"
A l'inici de l'entrada dels Estats Units a la Segona Guerra Mundial, King decidí que no eren necessàries ni les apagades a la costa est ni l'adopció dels sistema de combois. Els seus crítics atribueixen aquestes decisions a la seva anglofòbia, perquè eren propostes de la Royal Navy, i odiava el fet que la seva estimada USN adoptés idees o procediments de la Royal Navy. Fins al març de 1942 també rebutjà el préstec de vaixells d'escorta pels combois, en un moment en què la USN només tenia un grapat de naus disponibles. No obstant això, es mostrava agressiu al fer que els seus comandants ataquessin els U-boots en defensa dels combois i en planejar contramessures contra els exploradors de superfície alemanys, fins i tot abans de la declaració de guerra formal per part d'Alemanya.
En lloc dels combois, King va fer que els Guarda Costes realitzessin patrulles anti-submarines regulars, però aquestes patrulles seguien un esquema regular. Els comandants dels U-boots van aprendre aquest esquema, i van coordinar els seus atacs amb l'esquema de la patrulla. A més, els llums encesos de les ciutats perfilaven la silueta dels vaixells als submarins. Com a resultat, van haver unes pèrdues de vaixells desastroses: només entre gener i febrer de 1942 es van perdre dos milions de tones; i la pressió urgent arribava a ambdós costats de l'Atlàntic. No obstant això, King es resistí a l'ús de combois perquè creia, contra totes les proves, que no tenia suficients vaixells d'escorta per fer-los efectius i que una formació de combois amb escorta inadequada proporcionaria més blancs a l'enemic. Per un altre costat, ciutats costaneres es resistien a les apagades, citant les pèrdues de turisme que ocasionaria.
El gener de 1942, King permeté al comboi de tropes AT-10 que tingués prioritat sobre la lluita antisumbarina, i diversos dels seus destructors van passar a formar la seva escorta. No obstant això, a una considerable força de destructors se li permeté quedar-se a Nova York quan se sabé que els primers submarins estaven sent enfonsats fora de Long Island. No a ser fins al maig de 1942 en què King proporcionà recursos per establir un sistema de combois entre Newport, (Rhode Island) fins a Key West (Florida).
L'agost de 1942, l'amenaça dels submarins a les aigües costaneres dels Estats Units va ser continguda. Els Segons Temps Feliços dels submarins finalitzà amb la pèrdua de 7 submarins i una dràstica reducció de les pèrdues de vaixells aliats. Es va assolir el mateix efecte quan els combois es van estendre fins al Carib. Malgrat la derrota final dels U-boats, les decisions inicials de King en aquest teatre sovint són criticades.

### D'altres decisions
D'altres decisions que es van percebre com a qüestionables van ser la seva resistència a l'ús dels Liberators de llarg abast en patrulles marítimes sobre l'Atlàntic (permetent als submarins tenir una àrea de seguretat enmig de l'Atlàntic), la negació de xifres adequades de llanxes de desembarcament per a la invasió aliada d'Europa, i la seva resistència a permetre qualsevol paper de la Flota del Pacífic de la Royal Navy qualsevol paper a la Guerra del Pacífic.
S'ha de citar, això no obstant, que l'ús de les patrulles marítimes dels avions de llarg abast sobre l'Atlàntic era complicada, car els avions pertanyien a Forces Aèries de l'Exèrcit, i la missió era de la Marina, i Stimson i Arnold van rebutjar van rebutjar cedir els avions.
L'ús de les forces britàniques i de l'Imperi al Pacífic ja era una qüestió política. Aquesta mesura va ser forçada sobre Churchill pels Caps de l'Estat Major britànics, no només per restablir la presència britànica a la regió, sinó que per mitigar qualsevol percepció als Estats Units de què els britànics no estaven fer res per ajudar a derrotar el Japó. King volia que les operacions navals contra el Japó fossin totalment americanes, i es resistí durament a la idea de la presència britànica al Pacífic a la Conferència del Quadrant a finals de 1944, citant (entre altres coses) la dificultat de portar subministraments a més forces navals al teatre. A més, es resistí a les operacions que ajudarien l'agenda britànica en la reclamació de mantenir qualsevol part de les seves possessions de preguerra al Pacífic o a la Mediterrània oriental.
A conseqüència d'això, la Marina dels Estats Units sota el comandament de King va créixer fins a ser la força naval dominant al món, amb una flota capaç d'operar durant llargs períodes lluny de les seves bases permanents.
Tot i les percepcions britàniques, King era un creient ferm en l'estratègia d'Alemanya primer. No obstant això, la seva agressió natural no li permetia deixar recursos aturats a l'Atlàntic que poguessin ser emprats al Pacífic. King afirmà que el Pacífic mereixia el 30% dels recursos aliats, però que només n'estava rebent el 15%. Quan va ser acusat pel Mariscal Alan Brooke d'afavorir la guerra del Pacífic, l'argument es tornà roent.
Després de la derrota del Japó a Midway, King advocà (amb l'aprovació tàcita de Roosevelt) per la invasió de Guadalcanal. Quan el General Marshall es resistí a aquesta línia d'acció, King afirmà que la Marina (i els Marines) portarien a terme sols la missió, i donà instruccions a l'Almirall Nimitz a procedir amb els plans preliminars. King guanyà eventualment la discussió, i la invasió tingué lloc amb el suport de la Junta de Caps d'Estat Major. La invasió va tenir èxit, sent la primera derrota en terra dels japonesos durant la guerra.

## Dates de promoció
Guardiamarina – juny de 1901
 Alferes – 7 de juny de 1903
 Tinent júnior - 31 de gener de 1910 (mai no exercí de Tinent Júnior. Per motius administratius, al seu expedient naval figuren ambdues promocions el mateix dia)
 Tinent - 7 de juny de 1906
 Tinent comandant - 1 de juliol de 1913
 Comandant - 1 de juliol de 1917.
 Capità – 21 de setembre de 1918
 Contraalmirall – 26 d'abril de 1933 (en el moment de ser ascendit a Almirall, la Marina decidí no donar-li una estrella, sinó que dues)
 Vicealmirall – 29 de gener de 1938
 Almirall – 1 de febrer de 1941
 Almirall de la Flota – 17 de desembre de 1944

## Condecoracions
|                                                      | Insígnia d'aviador naval                                             |
| Plantilla:Ribbon devices/alt                         | Creu de la Marina                                                    |
| Gold star · Gold star · Plantilla:Ribbon devices/alt | Medalla del Servei Distingit a la Marina amb dues estrelles d'or     |
| Plantilla:Ribbon devices/alt                         | Medalla Sampson                                                      |
| Plantilla:Ribbon devices/alt                         | Medalla de la Campanya Espanyola                                     |
| Plantilla:Ribbon devices/alt                         | Medalla del Servei a Mèxic                                           |
| Plantilla:Ribbon devices/alt                         | Medalla de la Victòria a la I Guerra Mundial amb insígnia "Atlàntic" |
| Plantilla:Ribbon devices/alt                         | Medalla del Servei de Defensa Americana                              |
| Plantilla:Ribbon devices/alt                         | Medalla de la Campanya Americana                                     |
| Plantilla:Ribbon devices/alt                         | Medalla de la Victòria a la II Guerra Mundial                        |
| Plantilla:Ribbon devices/alt                         | Medalla del Servei a la Defensa Nacional                             |
| Plantilla:Ribbon devices/alt                         | Creu de Guerra (Bèlgica) 1948                                        |
| Plantilla:Ribbon devices/alt                         | Gran oficial de l'orde de la Corona (Bèlgica) 1948                   |
| Plantilla:Ribbon devices/alt                         | Gran Oficial de l'Orde del Mèrit Naval (Brasil) (1943)               |
| Plantilla:Ribbon devices/alt                         | Orde del Trípode Sagrat amb Grand Cordó Especial (Xina) 1943         |
| Plantilla:Ribbon devices/alt                         | Orde Naval del Mèrit (Cuba) 1943                                     |
| Plantilla:Ribbon devices/alt                         | Orde d'Abdon Calderon de 1a classe (Equador) 1943                    |
| Plantilla:Ribbon devices/alt                         | Creu de Guerra (França) 1946                                         |
| Plantilla:Ribbon devices/alt                         | Gran Oficial de la Legió d'Honor (França) 1944                       |
| Plantilla:Ribbon devices/alt                         | Gran Creu de Cavaller de l'Orde del Bany (Regne Unit) 1945           |
| Plantilla:Ribbon devices/alt                         | Gran Creu de Cavaller de l'Orde de Jordi I (Grècia) 1946             |
| Plantilla:Ribbon devices/alt                         | Oficial de l'Orde de la Corona d'Itàlia 1933                         |
| Plantilla:Ribbon devices/alt                         | Gran Creu de Cavaller de l'Orde Militar d'Itàlia 1948                |
| Plantilla:Ribbon devices/alt                         | Gran Creu de l'orde d'Orange-Nassau (Holanda) 1948                   |
| Plantilla:Ribbon devices/alt                         | Comandant de l'Orde de Vasco Nuñez de Balboa (Panamà) 1929           |

## Llegat
- El destructor de míssils guiats USS King  va ser anomenat en honor seu.[205]
- Dues escoles públiques de la seva ciutat natal de Lorain, Ohio, porten el seu nom: l' Admiral King High School (fins que es va fusionar amb l'altra escola secundària pública de la ciutat per formar la Lorain High School el 2010) i l'Admiral King Elementary School.[206]
- El 1956, les escoles ubicades a les bases navals i estacions aèries dels Estats Units van rebre noms d'herois nord-americans del passat. L'institut E ing, l'institut del Departament de Defensa a la base naval de Sasebo, al Japó, porta el seu nom.[207]
- El menjador de l'Acadèmia Naval dels Estats Units, King Hall, porta el seu nom.[208]
- L'auditori de l' Escola de Postgrau Naval, King Hall, porta el seu nom.[209]
- En reconeixent el gran interès personal i professional de King per la història marítima, el Secretari de la Marina va nomenar en honor seu una càtedra acadèmica a l'Acadèmia de Guerra Naval que s'ocuparia amb el títol de Professor Ernest J. King d'Història Marítima.[210]
- Un dels dos principals habitatges del Comandament d'Entrenament d'Oficials de Newport, Rhode Island, s'anomena King Hall en honor seu.[211]
- King va ser interpretat per Tyler McVey a The Gallant Hours (1960),[212] Russell Johnson a MacArthur (1977),[213] John Dehner a War and Remembrance (1988),[214] i Mark Rolston a Midway (2019).[215]